# فهرست سیارک‌ها (۱۷۶۰۰۱–۱۷۷۰۰۱)
فهرست سیارک‌ها (۱۷۶۰۰۱ - ۱۷۷۰۰۱) فهرست سیارک‌ها از ۱۷۶۰۰۱ تا ۱۷۷۰۰۱ است.
| نام    | نام انگلیسی  | تاریخ کشف       |
| ------ | ------------ | --------------- |
| ۱۷۶۰۰۱ | 2000 QR230   | ۳۱ اوت ۲۰۰۰     |
| ۱۷۶۰۰۲ | 2000 QU243   | ۲۱ اوت ۲۰۰۰     |
| ۱۷۶۰۰۳ | 2000 RH13    | ۱ سپتامبر ۲۰۰۰  |
| ۱۷۶۰۰۴ | 2000 RZ15    | ۱ سپتامبر ۲۰۰۰  |
| ۱۷۶۰۰۵ | 2000 RW34    | ۱ سپتامبر ۲۰۰۰  |
| ۱۷۶۰۰۶ | 2000 RQ58    | ۷ سپتامبر ۲۰۰۰  |
| ۱۷۶۰۰۷ | 2000 RV64    | ۱ سپتامبر ۲۰۰۰  |
| ۱۷۶۰۰۸ | 2000 RS79    | ۱ سپتامبر ۲۰۰۰  |
| ۱۷۶۰۰۹ | 2000 RY86    | ۲ سپتامبر ۲۰۰۰  |
| ۱۷۶۰۱۰ | 2000 RV87    | ۲ سپتامبر ۲۰۰۰  |
| ۱۷۶۰۱۱ | 2000 RF90    | ۳ سپتامبر ۲۰۰۰  |
| ۱۷۶۰۱۲ | 2000 RM102   | ۵ سپتامبر ۲۰۰۰  |
| ۱۷۶۰۱۳ | 2000 RW102   | ۵ سپتامبر ۲۰۰۰  |
| ۱۷۶۰۱۴ | 2000 RS106   | ۳ سپتامبر ۲۰۰۰  |
| ۱۷۶۰۱۴ | 2000 SR      | ۱۹ سپتامبر ۲۰۰۰ |
| ۱۷۶۰۱۶ | 2000 SP13    | ۲۱ سپتامبر ۲۰۰۰ |
| ۱۷۶۰۱۷ | 2000 SD19    | ۲۳ سپتامبر ۲۰۰۰ |
| ۱۷۶۰۱۸ | 2000 SY41    | ۲۴ سپتامبر ۲۰۰۰ |
| ۱۷۶۰۱۹ | 2000 SE49    | ۲۳ سپتامبر ۲۰۰۰ |
| ۱۷۶۰۲۰ | 2000 SQ50    | ۲۳ سپتامبر ۲۰۰۰ |
| ۱۷۶۰۲۱ | 2000 SW50    | ۲۳ سپتامبر ۲۰۰۰ |
| ۱۷۶۰۲۲ | 2000 SR71    | ۲۴ سپتامبر ۲۰۰۰ |
| ۱۷۶۰۲۳ | 2000 SL72    | ۲۴ سپتامبر ۲۰۰۰ |
| ۱۷۶۰۲۴ | 2000 SZ76    | ۲۴ سپتامبر ۲۰۰۰ |
| ۱۷۶۰۲۵ | 2000 SB79    | ۲۴ سپتامبر ۲۰۰۰ |
| ۱۷۶۰۲۶ | 2000 ST81    | ۲۴ سپتامبر ۲۰۰۰ |
| ۱۷۶۰۲۷ | 2000 SD89    | ۲۵ سپتامبر ۲۰۰۰ |
| ۱۷۶۰۲۸ | 2000 SL91    | ۲۳ سپتامبر ۲۰۰۰ |
| ۱۷۶۰۲۹ | 2000 SH95    | ۲۳ سپتامبر ۲۰۰۰ |
| ۱۷۶۰۳۰ | 2000 SB124   | ۲۴ سپتامبر ۲۰۰۰ |
| ۱۷۶۰۳۱ | 2000 SM133   | ۲۳ سپتامبر ۲۰۰۰ |
| ۱۷۶۰۳۲ | 2000 SO175   | ۲۸ سپتامبر ۲۰۰۰ |
| ۱۷۶۰۳۳ | 2000 SH177   | ۲۸ سپتامبر ۲۰۰۰ |
| ۱۷۶۰۳۴ | 2000 SY183   | ۲۰ سپتامبر ۲۰۰۰ |
| ۱۷۶۰۳۵ | 2000 SD186   | ۲۱ سپتامبر ۲۰۰۰ |
| ۱۷۶۰۳۶ | 2000 SP200   | ۲۴ سپتامبر ۲۰۰۰ |
| ۱۷۶۰۳۷ | 2000 SR200   | ۲۴ سپتامبر ۲۰۰۰ |
| ۱۷۶۰۳۸ | 2000 SG213   | ۲۵ سپتامبر ۲۰۰۰ |
| ۱۷۶۰۳۹ | 2000 SP217   | ۲۶ سپتامبر ۲۰۰۰ |
| ۱۷۶۰۴۰ | 2000 SY223   | ۲۷ سپتامبر ۲۰۰۰ |
| ۱۷۶۰۴۱ | 2000 SM254   | ۲۴ سپتامبر ۲۰۰۰ |
| ۱۷۶۰۴۲ | 2000 SA263   | ۲۵ سپتامبر ۲۰۰۰ |
| ۱۷۶۰۴۳ | 2000 SW294   | ۲۷ سپتامبر ۲۰۰۰ |
| ۱۷۶۰۴۴ | 2000 SA309   | ۳۰ سپتامبر ۲۰۰۰ |
| ۱۷۶۰۴۵ | 2000 SX309   | ۲۵ سپتامبر ۲۰۰۰ |
| ۱۷۶۰۴۶ | 2000 SC310   | ۲۶ سپتامبر ۲۰۰۰ |
| ۱۷۶۰۴۷ | 2000 SL362   | ۱۸ سپتامبر ۲۰۰۰ |
| ۱۷۶۰۴۷ | 2000 TH      | ۲ اکتبر ۲۰۰۰    |
| ۱۷۶۰۴۹ | 2000 TM10    | ۱ اکتبر ۲۰۰۰    |
| ۱۷۶۰۵۰ | 2000 TU11    | ۱ اکتبر ۲۰۰۰    |
| ۱۷۶۰۵۱ | 2000 TX17    | ۱ اکتبر ۲۰۰۰    |
| ۱۷۶۰۵۲ | 2000 TT22    | ۱ اکتبر ۲۰۰۰    |
| ۱۷۶۰۵۳ | 2000 TO35    | ۶ اکتبر ۲۰۰۰    |
| ۱۷۶۰۵۴ | 2000 TE37    | ۱ اکتبر ۲۰۰۰    |
| ۱۷۶۰۵۵ | 2000 TM46    | ۱ اکتبر ۲۰۰۰    |
| ۱۷۶۰۵۶ | 2000 TC52    | ۱ اکتبر ۲۰۰۰    |
| ۱۷۶۰۵۷ | 2000 TH64    | ۵ اکتبر ۲۰۰۰    |
| ۱۷۶۰۵۸ | 2000 UW14    | ۲۵ اکتبر ۲۰۰۰   |
| ۱۷۶۰۵۹ | 2000 US18    | ۲۵ اکتبر ۲۰۰۰   |
| ۱۷۶۰۶۰ | 2000 UF32    | ۲۹ اکتبر ۲۰۰۰   |
| ۱۷۶۰۶۱ | 2000 UC37    | ۲۴ اکتبر ۲۰۰۰   |
| ۱۷۶۰۶۲ | 2000 UQ46    | ۲۴ اکتبر ۲۰۰۰   |
| ۱۷۶۰۶۳ | 2000 UA62    | ۲۵ اکتبر ۲۰۰۰   |
| ۱۷۶۰۶۴ | 2000 UM67    | ۲۵ اکتبر ۲۰۰۰   |
| ۱۷۶۰۶۵ | 2000 VS43    | ۱ نوامبر ۲۰۰۰   |
| ۱۷۶۰۶۶ | 2000 VF44    | ۲ نوامبر ۲۰۰۰   |
| ۱۷۶۰۶۷ | 2000 WJ4     | ۱۹ نوامبر ۲۰۰۰  |
| ۱۷۶۰۶۸ | 2000 WZ39    | ۲۰ نوامبر ۲۰۰۰  |
| ۱۷۶۰۶۹ | 2000 WG68    | ۲۸ نوامبر ۲۰۰۰  |
| ۱۷۶۰۷۰ | 2000 WR70    | ۱۹ نوامبر ۲۰۰۰  |
| ۱۷۶۰۷۱ | 2000 WE71    | ۱۹ نوامبر ۲۰۰۰  |
| ۱۷۶۰۷۲ | 2000 WN76    | ۲۰ نوامبر ۲۰۰۰  |
| ۱۷۶۰۷۳ | 2000 WL108   | ۲۰ نوامبر ۲۰۰۰  |
| ۱۷۶۰۷۴ | 2000 WY113   | ۲۰ نوامبر ۲۰۰۰  |
| ۱۷۶۰۷۵ | 2000 WY114   | ۲۰ نوامبر ۲۰۰۰  |
| ۱۷۶۰۷۶ | 2000 WG184   | ۳۰ نوامبر ۲۰۰۰  |
| ۱۷۶۰۷۷ | 2000 WW191   | ۱۹ نوامبر ۲۰۰۰  |
| ۱۷۶۰۷۸ | 2000 XM5     | ۱ دسامبر ۲۰۰۰   |
| ۱۷۶۰۷۹ | 2000 XO21    | ۴ دسامبر ۲۰۰۰   |
| ۱۷۶۰۸۰ | 2000 XK24    | ۴ دسامبر ۲۰۰۰   |
| ۱۷۶۰۸۱ | 2000 XW27    | ۴ دسامبر ۲۰۰۰   |
| ۱۷۶۰۸۲ | 2000 XX41    | ۵ دسامبر ۲۰۰۰   |
| ۱۷۶۰۸۳ | 2000 XP45    | ۱۵ دسامبر ۲۰۰۰  |
| ۱۷۶۰۸۴ | 2000 YT10    | ۲۲ دسامبر ۲۰۰۰  |
| ۱۷۶۰۸۵ | 2000 YE14    | ۲۳ دسامبر ۲۰۰۰  |
| ۱۷۶۰۸۶ | 2000 YS16    | ۲۰ دسامبر ۲۰۰۰  |
| ۱۷۶۰۸۷ | 2000 YS47    | ۳۰ دسامبر ۲۰۰۰  |
| ۱۷۶۰۸۸ | 2000 YQ57    | ۳۰ دسامبر ۲۰۰۰  |
| ۱۷۶۰۸۹ | 2000 YB80    | ۳۰ دسامبر ۲۰۰۰  |
| ۱۷۶۰۹۰ | 2000 YJ90    | ۳۰ دسامبر ۲۰۰۰  |
| ۱۷۶۰۹۱ | 2000 YW98    | ۳۰ دسامبر ۲۰۰۰  |
| ۱۷۶۰۹۲ | 2000 YK108   | ۳۰ دسامبر ۲۰۰۰  |
| ۱۷۶۰۹۳ | 2000 YS112   | ۳۰ دسامبر ۲۰۰۰  |
| ۱۷۶۰۹۴ | 2001 AR18    | ۳ ژانویه ۲۰۰۱   |
| ۱۷۶۰۹۵ | 2001 AK34    | ۴ ژانویه ۲۰۰۱   |
| ۱۷۶۰۹۶ | 2001 BD3     | ۱۸ ژانویه ۲۰۰۱  |
| ۱۷۶۰۹۷ | 2001 BX9     | ۱۶ ژانویه ۲۰۰۱  |
| ۱۷۶۰۹۸ | 2001 BT16    | ۱۸ ژانویه ۲۰۰۱  |
| ۱۷۶۰۹۹ | 2001 BV17    | ۱۹ ژانویه ۲۰۰۱  |
| ۱۷۶۱۰۰ | 2001 BX26    | ۲۰ ژانویه ۲۰۰۱  |
| ۱۷۶۱۰۱ | 2001 BQ37    | ۲۱ ژانویه ۲۰۰۱  |
| ۱۷۶۱۰۲ | 2001 BB61    | ۲۶ ژانویه ۲۰۰۱  |
| ۱۷۶۱۰۳ | Waynejohnson | ۳۰ ژانویه ۲۰۰۱  |
| ۱۷۶۱۰۴ | 2001 BK65    | ۲۶ ژانویه ۲۰۰۱  |
| ۱۷۶۱۰۵ | 2001 CG6     | ۱ فوریه ۲۰۰۱    |
| ۱۷۶۱۰۶ | 2001 CG14    | ۱ فوریه ۲۰۰۱    |
| ۱۷۶۱۰۷ | 2001 CV25    | ۱ فوریه ۲۰۰۱    |
| ۱۷۶۱۰۸ | 2001 CF41    | ۱۵ فوریه ۲۰۰۱   |
| ۱۷۶۱۰۹ | 2001 DA7     | ۱۶ فوریه ۲۰۰۱   |
| ۱۷۶۱۱۰ | 2001 DO7     | ۱۶ فوریه ۲۰۰۱   |
| ۱۷۶۱۱۱ | 2001 DY9     | ۱۶ فوریه ۲۰۰۱   |
| ۱۷۶۱۱۲ | 2001 DG16    | ۱۶ فوریه ۲۰۰۱   |
| ۱۷۶۱۱۳ | 2001 DY31    | ۱۷ فوریه ۲۰۰۱   |
| ۱۷۶۱۱۴ | 2001 DL57    | ۱۶ فوریه ۲۰۰۱   |
| ۱۷۶۱۱۵ | 2001 DT61    | ۱۹ فوریه ۲۰۰۱   |
| ۱۷۶۱۱۶ | 2001 DY61    | ۱۹ فوریه ۲۰۰۱   |
| ۱۷۶۱۱۷ | 2001 DA64    | ۱۹ فوریه ۲۰۰۱   |
| ۱۷۶۱۱۸ | 2001 DL76    | ۲۰ فوریه ۲۰۰۱   |
| ۱۷۶۱۱۹ | 2001 DZ77    | ۲۲ فوریه ۲۰۰۱   |
| ۱۷۶۱۲۰ | 2001 DQ78    | ۲۲ فوریه ۲۰۰۱   |
| ۱۷۶۱۲۱ | 2001 DM83    | ۲۳ فوریه ۲۰۰۱   |
| ۱۷۶۱۲۲ | 2001 DF87    | ۲۴ فوریه ۲۰۰۱   |
| ۱۷۶۱۲۳ | 2001 DG87    | ۱۷ فوریه ۲۰۰۱   |
| ۱۷۶۱۲۴ | 2001 DL90    | ۲۲ فوریه ۲۰۰۱   |
| ۱۷۶۱۲۵ | 2001 DN99    | ۱۷ فوریه ۲۰۰۱   |
| ۱۷۶۱۲۶ | 2001 EA5     | ۲ مارس ۲۰۰۱     |
| ۱۷۶۱۲۷ | 2001 EM11    | ۲ مارس ۲۰۰۱     |
| ۱۷۶۱۲۸ | 2001 EB24    | ۱۵ مارس ۲۰۰۱    |
| ۱۷۶۱۲۹ | 2001 FW1     | ۱۶ مارس ۲۰۰۱    |
| ۱۷۶۱۳۰ | 2001 FT3     | ۱۸ مارس ۲۰۰۱    |
| ۱۷۶۱۳۱ | 2001 FZ10    | ۱۹ مارس ۲۰۰۱    |
| ۱۷۶۱۳۲ | 2001 FF11    | ۱۹ مارس ۲۰۰۱    |
| ۱۷۶۱۳۳ | 2001 FY14    | ۱۹ مارس ۲۰۰۱    |
| ۱۷۶۱۳۴ | 2001 FA19    | ۱۹ مارس ۲۰۰۱    |
| ۱۷۶۱۳۵ | 2001 FB34    | ۱۸ مارس ۲۰۰۱    |
| ۱۷۶۱۳۶ | 2001 FN38    | ۱۸ مارس ۲۰۰۱    |
| ۱۷۶۱۳۷ | 2001 FE40    | ۱۸ مارس ۲۰۰۱    |
| ۱۷۶۱۳۸ | 2001 FW61    | ۱۹ مارس ۲۰۰۱    |
| ۱۷۶۱۳۹ | 2001 FA62    | ۱۹ مارس ۲۰۰۱    |
| ۱۷۶۱۴۰ | 2001 FJ63    | ۱۹ مارس ۲۰۰۱    |
| ۱۷۶۱۴۱ | 2001 FN74    | ۱۹ مارس ۲۰۰۱    |
| ۱۷۶۱۴۲ | 2001 FG77    | ۱۹ مارس ۲۰۰۱    |
| ۱۷۶۱۴۳ | 2001 FO83    | ۲۶ مارس ۲۰۰۱    |
| ۱۷۶۱۴۴ | 2001 FS88    | ۲۶ مارس ۲۰۰۱    |
| ۱۷۶۱۴۵ | 2001 FM90    | ۲۴ مارس ۲۰۰۱    |
| ۱۷۶۱۴۶ | 2001 FZ124   | ۲۹ مارس ۲۰۰۱    |
| ۱۷۶۱۴۷ | 2001 FG142   | ۲۳ مارس ۲۰۰۱    |
| ۱۷۶۱۴۸ | 2001 FK153   | ۲۶ مارس ۲۰۰۱    |
| ۱۷۶۱۴۹ | 2001 FP157   | ۲۷ مارس ۲۰۰۱    |
| ۱۷۶۱۵۰ | 2001 FY160   | ۲۹ مارس ۲۰۰۱    |
| ۱۷۶۱۵۱ | 2001 FE171   | ۲۴ مارس ۲۰۰۱    |
| ۱۷۶۱۵۲ | 2001 FN171   | ۲۴ مارس ۲۰۰۱    |
| ۱۷۶۱۵۳ | 2001 FO195   | ۲۵ مارس ۲۰۰۱    |
| ۱۷۶۱۵۳ | 2001 GA      | ۱ آوریل ۲۰۰۱    |
| ۱۷۶۱۵۵ | 2001 GU1     | ۱۳ آوریل ۲۰۰۱   |
| ۱۷۶۱۵۶ | 2001 GZ10    | ۱۵ آوریل ۲۰۰۱   |
| ۱۷۶۱۵۷ | 2001 HX11    | ۱۸ آوریل ۲۰۰۱   |
| ۱۷۶۱۵۸ | 2001 HG21    | ۲۳ آوریل ۲۰۰۱   |
| ۱۷۶۱۵۹ | 2001 HP31    | ۲۶ آوریل ۲۰۰۱   |
| ۱۷۶۱۶۰ | 2001 HW42    | ۱۶ آوریل ۲۰۰۱   |
| ۱۷۶۱۶۱ | 2001 HW43    | ۱۶ آوریل ۲۰۰۱   |
| ۱۷۶۱۶۲ | 2001 HM54    | ۲۴ آوریل ۲۰۰۱   |
| ۱۷۶۱۶۲ | 2001 JV      | ۱۲ مه ۲۰۰۱      |
| ۱۷۶۱۶۴ | 2001 JR3     | ۱۵ مه ۲۰۰۱      |
| ۱۷۶۱۶۵ | 2001 JK7     | ۱۵ مه ۲۰۰۱      |
| ۱۷۶۱۶۶ | 2001 JV8     | ۱۵ مه ۲۰۰۱      |
| ۱۷۶۱۶۷ | 2001 KC6     | ۱۷ مه ۲۰۰۱      |
| ۱۷۶۱۶۸ | 2001 KX6     | ۱۷ مه ۲۰۰۱      |
| ۱۷۶۱۶۹ | 2001 KP21    | ۱۷ مه ۲۰۰۱      |
| ۱۷۶۱۷۰ | 2001 KA34    | ۱۸ مه ۲۰۰۱      |
| ۱۷۶۱۷۱ | 2001 KD43    | ۲۲ مه ۲۰۰۱      |
| ۱۷۶۱۷۲ | 2001 KK52    | ۱۸ مه ۲۰۰۱      |
| ۱۷۶۱۷۳ | 2001 KR67    | ۳۰ مه ۲۰۰۱      |
| ۱۷۶۱۷۴ | 2001 KV67    | ۲۹ مه ۲۰۰۱      |
| ۱۷۶۱۷۵ | 2001 KG71    | ۲۴ مه ۲۰۰۱      |
| ۱۷۶۱۷۶ | 2001 KQ71    | ۲۴ مه ۲۰۰۱      |
| ۱۷۶۱۷۷ | 2001 MY4     | ۲۰ ژوئن ۲۰۰۱    |
| ۱۷۶۱۷۸ | 2001 MN21    | ۲۷ ژوئن ۲۰۰۱    |
| ۱۷۶۱۷۹ | 2001 MA22    | ۲۸ ژوئن ۲۰۰۱    |
| ۱۷۶۱۸۰ | 2001 NK2     | ۱۳ ژوئیه ۲۰۰۱   |
| ۱۷۶۱۸۱ | 2001 NF5     | ۱۳ ژوئیه ۲۰۰۱   |
| ۱۷۶۱۸۲ | 2001 NQ5     | ۱۳ ژوئیه ۲۰۰۱   |
| ۱۷۶۱۸۳ | 2001 OZ1     | ۱۸ ژوئیه ۲۰۰۱   |
| ۱۷۶۱۸۴ | 2001 OX6     | ۱۷ ژوئیه ۲۰۰۱   |
| ۱۷۶۱۸۵ | 2001 OF23    | ۲۱ ژوئیه ۲۰۰۱   |
| ۱۷۶۱۸۶ | 2001 OD30    | ۱۹ ژوئیه ۲۰۰۱   |
| ۱۷۶۱۸۷ | 2001 OX31    | ۲۳ ژوئیه ۲۰۰۱   |
| ۱۷۶۱۸۸ | 2001 OQ36    | ۱۹ ژوئیه ۲۰۰۱   |
| ۱۷۶۱۸۹ | 2001 OS41    | ۲۱ ژوئیه ۲۰۰۱   |
| ۱۷۶۱۹۰ | 2001 OV49    | ۱۷ ژوئیه ۲۰۰۱   |
| ۱۷۶۱۹۱ | 2001 OY53    | ۲۱ ژوئیه ۲۰۰۱   |
| ۱۷۶۱۹۲ | 2001 OD58    | ۱۹ ژوئیه ۲۰۰۱   |
| ۱۷۶۱۹۳ | 2001 OV63    | ۲۳ ژوئیه ۲۰۰۱   |
| ۱۷۶۱۹۴ | 2001 OS67    | ۱۶ ژوئیه ۲۰۰۱   |
| ۱۷۶۱۹۵ | 2001 OD96    | ۲۳ ژوئیه ۲۰۰۱   |
| ۱۷۶۱۹۶ | 2001 OB98    | ۲۵ ژوئیه ۲۰۰۱   |
| ۱۷۶۱۹۷ | 2001 OE99    | ۲۷ ژوئیه ۲۰۰۱   |
| ۱۷۶۱۹۸ | 2001 PK2     | ۳ اوت ۲۰۰۱      |
| ۱۷۶۱۹۹ | 2001 PE3     | ۳ اوت ۲۰۰۱      |
| ۱۷۶۲۰۰ | 2001 PT4     | ۶ اوت ۲۰۰۱      |
| ۱۷۶۲۰۱ | 2001 PD8     | ۱۱ اوت ۲۰۰۱     |
| ۱۷۶۲۰۲ | 2001 PV8     | ۱۱ اوت ۲۰۰۱     |
| ۱۷۶۲۰۳ | 2001 PT18    | ۱۰ اوت ۲۰۰۱     |
| ۱۷۶۲۰۴ | 2001 PZ57    | ۱۴ اوت ۲۰۰۱     |
| ۱۷۶۲۰۵ | 2001 PG58    | ۱۴ اوت ۲۰۰۱     |
| ۱۷۶۲۰۶ | 2001 PR59    | ۱۴ اوت ۲۰۰۱     |
| ۱۷۶۲۰۷ | 2001 QK4     | ۱۶ اوت ۲۰۰۱     |
| ۱۷۶۲۰۸ | 2001 QJ18    | ۱۶ اوت ۲۰۰۱     |
| ۱۷۶۲۰۹ | 2001 QV20    | ۱۶ اوت ۲۰۰۱     |
| ۱۷۶۲۱۰ | 2001 QS23    | ۱۶ اوت ۲۰۰۱     |
| ۱۷۶۲۱۱ | 2001 QX24    | ۱۶ اوت ۲۰۰۱     |
| ۱۷۶۲۱۲ | 2001 QS44    | ۱۶ اوت ۲۰۰۱     |
| ۱۷۶۲۱۳ | 2001 QU46    | ۱۶ اوت ۲۰۰۱     |
| ۱۷۶۲۱۴ | 2001 QX46    | ۱۶ اوت ۲۰۰۱     |
| ۱۷۶۲۱۵ | 2001 QV48    | ۱۶ اوت ۲۰۰۱     |
| ۱۷۶۲۱۶ | 2001 QR72    | ۱۶ اوت ۲۰۰۱     |
| ۱۷۶۲۱۷ | 2001 QF83    | ۱۷ اوت ۲۰۰۱     |
| ۱۷۶۲۱۸ | 2001 QT87    | ۲۱ اوت ۲۰۰۱     |
| ۱۷۶۲۱۹ | 2001 QL90    | ۲۰ اوت ۲۰۰۱     |
| ۱۷۶۲۲۰ | 2001 QX91    | ۱۹ اوت ۲۰۰۱     |
| ۱۷۶۲۲۱ | 2001 QC97    | ۱۷ اوت ۲۰۰۱     |
| ۱۷۶۲۲۲ | 2001 QK107   | ۲۳ اوت ۲۰۰۱     |
| ۱۷۶۲۲۳ | 2001 QG120   | ۱۸ اوت ۲۰۰۱     |
| ۱۷۶۲۲۴ | 2001 QJ123   | ۱۹ اوت ۲۰۰۱     |
| ۱۷۶۲۲۵ | 2001 QL125   | ۱۹ اوت ۲۰۰۱     |
| ۱۷۶۲۲۶ | 2001 QO125   | ۱۹ اوت ۲۰۰۱     |
| ۱۷۶۲۲۷ | 2001 QA133   | ۲۱ اوت ۲۰۰۱     |
| ۱۷۶۲۲۸ | 2001 QF140   | ۲۲ اوت ۲۰۰۱     |
| ۱۷۶۲۲۹ | 2001 QL150   | ۲۶ اوت ۲۰۰۱     |
| ۱۷۶۲۳۰ | 2001 QE151   | ۲۳ اوت ۲۰۰۱     |
| ۱۷۶۲۳۱ | 2001 QS156   | ۲۳ اوت ۲۰۰۱     |
| ۱۷۶۲۳۲ | 2001 QB158   | ۲۳ اوت ۲۰۰۱     |
| ۱۷۶۲۳۳ | 2001 QV162   | ۲۳ اوت ۲۰۰۱     |
| ۱۷۶۲۳۴ | 2001 QJ165   | ۲۴ اوت ۲۰۰۱     |
| ۱۷۶۲۳۵ | 2001 QB166   | ۲۴ اوت ۲۰۰۱     |
| ۱۷۶۲۳۶ | 2001 QN209   | ۲۳ اوت ۲۰۰۱     |
| ۱۷۶۲۳۷ | 2001 QC213   | ۲۳ اوت ۲۰۰۱     |
| ۱۷۶۲۳۸ | 2001 QA214   | ۲۳ اوت ۲۰۰۱     |
| ۱۷۶۲۳۹ | 2001 QN216   | ۲۳ اوت ۲۰۰۱     |
| ۱۷۶۲۴۰ | 2001 QL218   | ۲۳ اوت ۲۰۰۱     |
| ۱۷۶۲۴۱ | 2001 QQ225   | ۲۴ اوت ۲۰۰۱     |
| ۱۷۶۲۴۲ | 2001 QM234   | ۲۴ اوت ۲۰۰۱     |
| ۱۷۶۲۴۳ | 2001 QL235   | ۲۴ اوت ۲۰۰۱     |
| ۱۷۶۲۴۴ | 2001 QO236   | ۲۴ اوت ۲۰۰۱     |
| ۱۷۶۲۴۵ | 2001 QJ239   | ۲۴ اوت ۲۰۰۱     |
| ۱۷۶۲۴۶ | 2001 QV241   | ۲۴ اوت ۲۰۰۱     |
| ۱۷۶۲۴۷ | 2001 QU254   | ۲۵ اوت ۲۰۰۱     |
| ۱۷۶۲۴۸ | 2001 QR257   | ۲۵ اوت ۲۰۰۱     |
| ۱۷۶۲۴۹ | 2001 QV257   | ۲۵ اوت ۲۰۰۱     |
| ۱۷۶۲۵۰ | 2001 QK276   | ۱۹ اوت ۲۰۰۱     |
| ۱۷۶۲۵۱ | 2001 QK278   | ۱۹ اوت ۲۰۰۱     |
| ۱۷۶۲۵۲ | 2001 QM289   | ۱۶ اوت ۲۰۰۱     |
| ۱۷۶۲۵۳ | 2001 QM291   | ۱۶ اوت ۲۰۰۱     |
| ۱۷۶۲۵۴ | 2001 QE294   | ۲۴ اوت ۲۰۰۱     |
| ۱۷۶۲۵۵ | 2001 QV294   | ۲۴ اوت ۲۰۰۱     |
| ۱۷۶۲۵۶ | 2001 RV5     | ۹ سپتامبر ۲۰۰۱  |
| ۱۷۶۲۵۷ | 2001 RE6     | ۹ سپتامبر ۲۰۰۱  |
| ۱۷۶۲۵۸ | 2001 RD16    | ۱۱ سپتامبر ۲۰۰۱ |
| ۱۷۶۲۵۹ | 2001 RB24    | ۷ سپتامبر ۲۰۰۱  |
| ۱۷۶۲۶۰ | 2001 RQ24    | ۷ سپتامبر ۲۰۰۱  |
| ۱۷۶۲۶۱ | 2001 RH25    | ۷ سپتامبر ۲۰۰۱  |
| ۱۷۶۲۶۲ | 2001 RO31    | ۷ سپتامبر ۲۰۰۱  |
| ۱۷۶۲۶۳ | 2001 RF40    | ۱۰ سپتامبر ۲۰۰۱ |
| ۱۷۶۲۶۴ | 2001 RH42    | ۱۱ سپتامبر ۲۰۰۱ |
| ۱۷۶۲۶۵ | 2001 RE47    | ۱۲ سپتامبر ۲۰۰۱ |
| ۱۷۶۲۶۶ | 2001 RO51    | ۱۲ سپتامبر ۲۰۰۱ |
| ۱۷۶۲۶۷ | 2001 RN84    | ۱۱ سپتامبر ۲۰۰۱ |
| ۱۷۶۲۶۸ | 2001 RG94    | ۱۱ سپتامبر ۲۰۰۱ |
| ۱۷۶۲۶۹ | 2001 RW105   | ۱۲ سپتامبر ۲۰۰۱ |
| ۱۷۶۲۷۰ | 2001 RM106   | ۱۲ سپتامبر ۲۰۰۱ |
| ۱۷۶۲۷۱ | 2001 RH111   | ۱۲ سپتامبر ۲۰۰۱ |
| ۱۷۶۲۷۲ | 2001 RZ115   | ۱۲ سپتامبر ۲۰۰۱ |
| ۱۷۶۲۷۳ | 2001 RK121   | ۱۲ سپتامبر ۲۰۰۱ |
| ۱۷۶۲۷۴ | 2001 RM129   | ۱۲ سپتامبر ۲۰۰۱ |
| ۱۷۶۲۷۵ | 2001 RB130   | ۱۲ سپتامبر ۲۰۰۱ |
| ۱۷۶۲۷۶ | 2001 RC135   | ۱۲ سپتامبر ۲۰۰۱ |
| ۱۷۶۲۷۷ | 2001 RK143   | ۷ سپتامبر ۲۰۰۱  |
| ۱۷۶۲۷۸ | 2001 RH147   | ۹ سپتامبر ۲۰۰۱  |
| ۱۷۶۲۷۹ | 2001 RH153   | ۱۲ سپتامبر ۲۰۰۱ |
| ۱۷۶۲۸۰ | 2001 RB155   | ۱۲ سپتامبر ۲۰۰۱ |
| ۱۷۶۲۸۱ | 2001 RS155   | ۱۱ سپتامبر ۲۰۰۱ |
| ۱۷۶۲۸۲ | 2001 SZ16    | ۱۶ سپتامبر ۲۰۰۱ |
| ۱۷۶۲۸۳ | 2001 SJ17    | ۱۶ سپتامبر ۲۰۰۱ |
| ۱۷۶۲۸۴ | 2001 SE23    | ۱۶ سپتامبر ۲۰۰۱ |
| ۱۷۶۲۸۵ | 2001 SM25    | ۱۶ سپتامبر ۲۰۰۱ |
| ۱۷۶۲۸۶ | 2001 SZ27    | ۱۶ سپتامبر ۲۰۰۱ |
| ۱۷۶۲۸۷ | 2001 SQ38    | ۱۶ سپتامبر ۲۰۰۱ |
| ۱۷۶۲۸۸ | 2001 SL39    | ۱۶ سپتامبر ۲۰۰۱ |
| ۱۷۶۲۸۹ | 2001 SV40    | ۱۶ سپتامبر ۲۰۰۱ |
| ۱۷۶۲۹۰ | 2001 SL57    | ۱۶ سپتامبر ۲۰۰۱ |
| ۱۷۶۲۹۱ | 2001 SU60    | ۱۷ سپتامبر ۲۰۰۱ |
| ۱۷۶۲۹۲ | 2001 SC67    | ۱۷ سپتامبر ۲۰۰۱ |
| ۱۷۶۲۹۳ | 2001 SE79    | ۲۰ سپتامبر ۲۰۰۱ |
| ۱۷۶۲۹۴ | 2001 SB97    | ۲۰ سپتامبر ۲۰۰۱ |
| ۱۷۶۲۹۵ | 2001 SW97    | ۲۰ سپتامبر ۲۰۰۱ |
| ۱۷۶۲۹۶ | 2001 SC124   | ۱۶ سپتامبر ۲۰۰۱ |
| ۱۷۶۲۹۷ | 2001 SH124   | ۱۶ سپتامبر ۲۰۰۱ |
| ۱۷۶۲۹۸ | 2001 SR125   | ۱۶ سپتامبر ۲۰۰۱ |
| ۱۷۶۲۹۹ | 2001 SE128   | ۱۶ سپتامبر ۲۰۰۱ |
| ۱۷۶۳۰۰ | 2001 SX135   | ۱۶ سپتامبر ۲۰۰۱ |
| ۱۷۶۳۰۱ | 2001 SR137   | ۱۶ سپتامبر ۲۰۰۱ |
| ۱۷۶۳۰۲ | 2001 SO139   | ۱۶ سپتامبر ۲۰۰۱ |
| ۱۷۶۳۰۳ | 2001 SF148   | ۱۷ سپتامبر ۲۰۰۱ |
| ۱۷۶۳۰۴ | 2001 SN148   | ۱۷ سپتامبر ۲۰۰۱ |
| ۱۷۶۳۰۵ | 2001 SV152   | ۱۷ سپتامبر ۲۰۰۱ |
| ۱۷۶۳۰۶ | 2001 SZ154   | ۱۷ سپتامبر ۲۰۰۱ |
| ۱۷۶۳۰۷ | 2001 SK164   | ۱۷ سپتامبر ۲۰۰۱ |
| ۱۷۶۳۰۸ | 2001 SB165   | ۱۷ سپتامبر ۲۰۰۱ |
| ۱۷۶۳۰۹ | 2001 SN180   | ۱۹ سپتامبر ۲۰۰۱ |
| ۱۷۶۳۱۰ | 2001 SO188   | ۱۹ سپتامبر ۲۰۰۱ |
| ۱۷۶۳۱۱ | 2001 SR188   | ۱۹ سپتامبر ۲۰۰۱ |
| ۱۷۶۳۱۲ | 2001 SS191   | ۱۹ سپتامبر ۲۰۰۱ |
| ۱۷۶۳۱۳ | 2001 SK192   | ۱۹ سپتامبر ۲۰۰۱ |
| ۱۷۶۳۱۴ | 2001 SW193   | ۱۹ سپتامبر ۲۰۰۱ |
| ۱۷۶۳۱۵ | 2001 SE195   | ۱۹ سپتامبر ۲۰۰۱ |
| ۱۷۶۳۱۶ | 2001 SB196   | ۱۹ سپتامبر ۲۰۰۱ |
| ۱۷۶۳۱۷ | 2001 SF197   | ۱۹ سپتامبر ۲۰۰۱ |
| ۱۷۶۳۱۸ | 2001 SB201   | ۱۹ سپتامبر ۲۰۰۱ |
| ۱۷۶۳۱۹ | 2001 SW206   | ۱۹ سپتامبر ۲۰۰۱ |
| ۱۷۶۳۲۰ | 2001 SN209   | ۱۹ سپتامبر ۲۰۰۱ |
| ۱۷۶۳۲۱ | 2001 SS210   | ۱۹ سپتامبر ۲۰۰۱ |
| ۱۷۶۳۲۲ | 2001 SB212   | ۱۹ سپتامبر ۲۰۰۱ |
| ۱۷۶۳۲۳ | 2001 SH220   | ۱۹ سپتامبر ۲۰۰۱ |
| ۱۷۶۳۲۴ | 2001 SA221   | ۱۹ سپتامبر ۲۰۰۱ |
| ۱۷۶۳۲۵ | 2001 SU223   | ۱۹ سپتامبر ۲۰۰۱ |
| ۱۷۶۳۲۶ | 2001 SR242   | ۱۹ سپتامبر ۲۰۰۱ |
| ۱۷۶۳۲۷ | 2001 SP251   | ۱۹ سپتامبر ۲۰۰۱ |
| ۱۷۶۳۲۸ | 2001 SH255   | ۱۹ سپتامبر ۲۰۰۱ |
| ۱۷۶۳۲۹ | 2001 SR256   | ۱۹ سپتامبر ۲۰۰۱ |
| ۱۷۶۳۳۰ | 2001 SB271   | ۲۰ سپتامبر ۲۰۰۱ |
| ۱۷۶۳۳۱ | 2001 SV272   | ۲۶ سپتامبر ۲۰۰۱ |
| ۱۷۶۳۳۲ | 2001 SY274   | ۱۸ سپتامبر ۲۰۰۱ |
| ۱۷۶۳۳۳ | 2001 SN294   | ۲۰ سپتامبر ۲۰۰۱ |
| ۱۷۶۳۳۴ | 2001 SK298   | ۲۰ سپتامبر ۲۰۰۱ |
| ۱۷۶۳۳۵ | 2001 SV303   | ۲۰ سپتامبر ۲۰۰۱ |
| ۱۷۶۳۳۶ | 2001 SC307   | ۲۱ سپتامبر ۲۰۰۱ |
| ۱۷۶۳۳۷ | 2001 SG313   | ۲۱ سپتامبر ۲۰۰۱ |
| ۱۷۶۳۳۸ | 2001 SE317   | ۲۵ سپتامبر ۲۰۰۱ |
| ۱۷۶۳۳۹ | 2001 SJ320   | ۲۱ سپتامبر ۲۰۰۱ |
| ۱۷۶۳۴۰ | 2001 SF341   | ۲۱ سپتامبر ۲۰۰۱ |
| ۱۷۶۳۴۱ | 2001 SA345   | ۲۳ سپتامبر ۲۰۰۱ |
| ۱۷۶۳۴۲ | 2001 TM2     | ۶ اکتبر ۲۰۰۱    |
| ۱۷۶۳۴۳ | 2001 TL14    | ۷ اکتبر ۲۰۰۱    |
| ۱۷۶۳۴۴ | 2001 TE16    | ۱۱ اکتبر ۲۰۰۱   |
| ۱۷۶۳۴۵ | 2001 TS16    | ۱۱ اکتبر ۲۰۰۱   |
| ۱۷۶۳۴۶ | 2001 TC17    | ۱۴ اکتبر ۲۰۰۱   |
| ۱۷۶۳۴۷ | 2001 TQ31    | ۱۴ اکتبر ۲۰۰۱   |
| ۱۷۶۳۴۸ | 2001 TU36    | ۱۴ اکتبر ۲۰۰۱   |
| ۱۷۶۳۴۹ | 2001 TM48    | ۹ اکتبر ۲۰۰۱    |
| ۱۷۶۳۵۰ | 2001 TR53    | ۱۳ اکتبر ۲۰۰۱   |
| ۱۷۶۳۵۱ | 2001 TA64    | ۱۳ اکتبر ۲۰۰۱   |
| ۱۷۶۳۵۲ | 2001 TH84    | ۱۴ اکتبر ۲۰۰۱   |
| ۱۷۶۳۵۳ | 2001 TK84    | ۱۴ اکتبر ۲۰۰۱   |
| ۱۷۶۳۵۴ | 2001 TF85    | ۱۴ اکتبر ۲۰۰۱   |
| ۱۷۶۳۵۵ | 2001 TW86    | ۱۴ اکتبر ۲۰۰۱   |
| ۱۷۶۳۵۶ | 2001 TH89    | ۱۴ اکتبر ۲۰۰۱   |
| ۱۷۶۳۵۷ | 2001 TY98    | ۱۴ اکتبر ۲۰۰۱   |
| ۱۷۶۳۵۸ | 2001 TC99    | ۱۴ اکتبر ۲۰۰۱   |
| ۱۷۶۳۵۹ | 2001 TK100   | ۱۴ اکتبر ۲۰۰۱   |
| ۱۷۶۳۶۰ | 2001 TD102   | ۱۵ اکتبر ۲۰۰۱   |
| ۱۷۶۳۶۱ | 2001 TM104   | ۱۵ اکتبر ۲۰۰۱   |
| ۱۷۶۳۶۲ | 2001 TT104   | ۱۳ اکتبر ۲۰۰۱   |
| ۱۷۶۳۶۳ | 2001 TD117   | ۱۴ اکتبر ۲۰۰۱   |
| ۱۷۶۳۶۴ | 2001 TG122   | ۱۵ اکتبر ۲۰۰۱   |
| ۱۷۶۳۶۵ | 2001 TV130   | ۱۰ اکتبر ۲۰۰۱   |
| ۱۷۶۳۶۶ | 2001 TD139   | ۱۰ اکتبر ۲۰۰۱   |
| ۱۷۶۳۶۷ | 2001 TQ154   | ۱۵ اکتبر ۲۰۰۱   |
| ۱۷۶۳۶۸ | 2001 TQ157   | ۱۴ اکتبر ۲۰۰۱   |
| ۱۷۶۳۶۹ | 2001 TO160   | ۱۵ اکتبر ۲۰۰۱   |
| ۱۷۶۳۷۰ | 2001 TX177   | ۱۴ اکتبر ۲۰۰۱   |
| ۱۷۶۳۷۱ | 2001 TK185   | ۱۴ اکتبر ۲۰۰۱   |
| ۱۷۶۳۷۲ | 2001 TN195   | ۱۵ اکتبر ۲۰۰۱   |
| ۱۷۶۳۷۳ | 2001 TT195   | ۱۵ اکتبر ۲۰۰۱   |
| ۱۷۶۳۷۴ | 2001 TN204   | ۱۱ اکتبر ۲۰۰۱   |
| ۱۷۶۳۷۵ | 2001 TB221   | ۱۴ اکتبر ۲۰۰۱   |
| ۱۷۶۳۷۶ | 2001 TT229   | ۱۵ اکتبر ۲۰۰۱   |
| ۱۷۶۳۷۷ | 2001 TE235   | ۱۵ اکتبر ۲۰۰۱   |
| ۱۷۶۳۷۸ | 2001 TH237   | ۸ اکتبر ۲۰۰۱    |
| ۱۷۶۳۷۹ | 2001 TP240   | ۱۴ اکتبر ۲۰۰۱   |
| ۱۷۶۳۸۰ | 2001 TE248   | ۱۴ اکتبر ۲۰۰۱   |
| ۱۷۶۳۸۱ | 2001 TX256   | ۱۴ اکتبر ۲۰۰۱   |
| ۱۷۶۳۸۲ | 2001 TP258   | ۱۵ اکتبر ۲۰۰۱   |
| ۱۷۶۳۸۳ | 2001 UK18    | ۱۶ اکتبر ۲۰۰۱   |
| ۱۷۶۳۸۴ | 2001 UX22    | ۱۸ اکتبر ۲۰۰۱   |
| ۱۷۶۳۸۵ | 2001 UT23    | ۱۸ اکتبر ۲۰۰۱   |
| ۱۷۶۳۸۶ | 2001 UM32    | ۱۶ اکتبر ۲۰۰۱   |
| ۱۷۶۳۸۷ | 2001 UE41    | ۱۷ اکتبر ۲۰۰۱   |
| ۱۷۶۳۸۸ | 2001 UR57    | ۱۷ اکتبر ۲۰۰۱   |
| ۱۷۶۳۸۹ | 2001 UO60    | ۱۷ اکتبر ۲۰۰۱   |
| ۱۷۶۳۹۰ | 2001 UO63    | ۱۷ اکتبر ۲۰۰۱   |
| ۱۷۶۳۹۱ | 2001 UY81    | ۲۰ اکتبر ۲۰۰۱   |
| ۱۷۶۳۹۲ | 2001 UL84    | ۲۱ اکتبر ۲۰۰۱   |
| ۱۷۶۳۹۳ | 2001 UU84    | ۲۱ اکتبر ۲۰۰۱   |
| ۱۷۶۳۹۴ | 2001 UA86    | ۱۶ اکتبر ۲۰۰۱   |
| ۱۷۶۳۹۵ | 2001 UL125   | ۲۲ اکتبر ۲۰۰۱   |
| ۱۷۶۳۹۶ | 2001 UG126   | ۲۳ اکتبر ۲۰۰۱   |
| ۱۷۶۳۹۷ | 2001 UK132   | ۲۰ اکتبر ۲۰۰۱   |
| ۱۷۶۳۹۸ | 2001 UT144   | ۲۳ اکتبر ۲۰۰۱   |
| ۱۷۶۳۹۹ | 2001 UU145   | ۲۳ اکتبر ۲۰۰۱   |
| ۱۷۶۴۰۰ | 2001 UC146   | ۲۳ اکتبر ۲۰۰۱   |
| ۱۷۶۴۰۱ | 2001 UT147   | ۲۳ اکتبر ۲۰۰۱   |
| ۱۷۶۴۰۲ | 2001 UY147   | ۲۳ اکتبر ۲۰۰۱   |
| ۱۷۶۴۰۳ | 2001 UZ149   | ۲۳ اکتبر ۲۰۰۱   |
| ۱۷۶۴۰۴ | 2001 UW172   | ۱۸ اکتبر ۲۰۰۱   |
| ۱۷۶۴۰۵ | 2001 UW174   | ۱۹ اکتبر ۲۰۰۱   |
| ۱۷۶۴۰۶ | 2001 UW175   | ۱۹ اکتبر ۲۰۰۱   |
| ۱۷۶۴۰۷ | 2001 UK178   | ۲۳ اکتبر ۲۰۰۱   |
| ۱۷۶۴۰۸ | 2001 UP197   | ۱۹ اکتبر ۲۰۰۱   |
| ۱۷۶۴۰۹ | 2001 UM212   | ۲۱ اکتبر ۲۰۰۱   |
| ۱۷۶۴۱۰ | 2001 UO212   | ۲۱ اکتبر ۲۰۰۱   |
| ۱۷۶۴۱۱ | 2001 UU220   | ۲۱ اکتبر ۲۰۰۱   |
| ۱۷۶۴۱۲ | 2001 VW1     | ۹ نوامبر ۲۰۰۱   |
| ۱۷۶۴۱۳ | 2001 VW4     | ۱۱ نوامبر ۲۰۰۱  |
| ۱۷۶۴۱۴ | 2001 VO7     | ۹ نوامبر ۲۰۰۱   |
| ۱۷۶۴۱۵ | 2001 VR7     | ۹ نوامبر ۲۰۰۱   |
| ۱۷۶۴۱۶ | 2001 VL9     | ۹ نوامبر ۲۰۰۱   |
| ۱۷۶۴۱۷ | 2001 VQ9     | ۹ نوامبر ۲۰۰۱   |
| ۱۷۶۴۱۸ | 2001 VF15    | ۱۰ نوامبر ۲۰۰۱  |
| ۱۷۶۴۱۹ | 2001 VM16    | ۱۰ نوامبر ۲۰۰۱  |
| ۱۷۶۴۲۰ | 2001 VX18    | ۹ نوامبر ۲۰۰۱   |
| ۱۷۶۴۲۱ | 2001 VB25    | ۹ نوامبر ۲۰۰۱   |
| ۱۷۶۴۲۲ | 2001 VU26    | ۹ نوامبر ۲۰۰۱   |
| ۱۷۶۴۲۳ | 2001 VF28    | ۹ نوامبر ۲۰۰۱   |
| ۱۷۶۴۲۴ | 2001 VR37    | ۹ نوامبر ۲۰۰۱   |
| ۱۷۶۴۲۵ | 2001 VQ67    | ۱۰ نوامبر ۲۰۰۱  |
| ۱۷۶۴۲۶ | 2001 VT70    | ۱۱ نوامبر ۲۰۰۱  |
| ۱۷۶۴۲۷ | 2001 VS73    | ۱۱ نوامبر ۲۰۰۱  |
| ۱۷۶۴۲۸ | 2001 VP77    | ۱۲ نوامبر ۲۰۰۱  |
| ۱۷۶۴۲۹ | 2001 VA89    | ۱۲ نوامبر ۲۰۰۱  |
| ۱۷۶۴۳۰ | 2001 VD92    | ۱۵ نوامبر ۲۰۰۱  |
| ۱۷۶۴۳۱ | 2001 VT106   | ۱۲ نوامبر ۲۰۰۱  |
| ۱۷۶۴۳۲ | 2001 VZ109   | ۱۲ نوامبر ۲۰۰۱  |
| ۱۷۶۴۳۳ | 2001 VR110   | ۱۲ نوامبر ۲۰۰۱  |
| ۱۷۶۴۳۴ | 2001 VD120   | ۱۲ نوامبر ۲۰۰۱  |
| ۱۷۶۴۳۵ | 2001 WC18    | ۱۷ نوامبر ۲۰۰۱  |
| ۱۷۶۴۳۶ | 2001 WV24    | ۱۸ نوامبر ۲۰۰۱  |
| ۱۷۶۴۳۷ | 2001 WG25    | ۱۷ نوامبر ۲۰۰۱  |
| ۱۷۶۴۳۸ | 2001 WR25    | ۱۷ نوامبر ۲۰۰۱  |
| ۱۷۶۴۳۹ | 2001 WX31    | ۱۷ نوامبر ۲۰۰۱  |
| ۱۷۶۴۴۰ | 2001 WD38    | ۱۷ نوامبر ۲۰۰۱  |
| ۱۷۶۴۴۱ | 2001 WA40    | ۱۷ نوامبر ۲۰۰۱  |
| ۱۷۶۴۴۲ | 2001 WJ51    | ۱۹ نوامبر ۲۰۰۱  |
| ۱۷۶۴۴۳ | 2001 WG55    | ۱۹ نوامبر ۲۰۰۱  |
| ۱۷۶۴۴۴ | 2001 WQ77    | ۲۰ نوامبر ۲۰۰۱  |
| ۱۷۶۴۴۵ | 2001 WG85    | ۲۰ نوامبر ۲۰۰۱  |
| ۱۷۶۴۴۶ | 2001 XC2     | ۸ دسامبر ۲۰۰۱   |
| ۱۷۶۴۴۷ | 2001 XE15    | ۱۰ دسامبر ۲۰۰۱  |
| ۱۷۶۴۴۸ | 2001 XU19    | ۹ دسامبر ۲۰۰۱   |
| ۱۷۶۴۴۹ | 2001 XD21    | ۹ دسامبر ۲۰۰۱   |
| ۱۷۶۴۵۰ | 2001 XM38    | ۹ دسامبر ۲۰۰۱   |
| ۱۷۶۴۵۱ | 2001 XT40    | ۹ دسامبر ۲۰۰۱   |
| ۱۷۶۴۵۲ | 2001 XW40    | ۹ دسامبر ۲۰۰۱   |
| ۱۷۶۴۵۳ | 2001 XG42    | ۹ دسامبر ۲۰۰۱   |
| ۱۷۶۴۵۴ | 2001 XO43    | ۹ دسامبر ۲۰۰۱   |
| ۱۷۶۴۵۵ | 2001 XL57    | ۱۰ دسامبر ۲۰۰۱  |
| ۱۷۶۴۵۶ | 2001 XS69    | ۱۱ دسامبر ۲۰۰۱  |
| ۱۷۶۴۵۷ | 2001 XM72    | ۱۱ دسامبر ۲۰۰۱  |
| ۱۷۶۴۵۸ | 2001 XE74    | ۱۱ دسامبر ۲۰۰۱  |
| ۱۷۶۴۵۹ | 2001 XT78    | ۱۱ دسامبر ۲۰۰۱  |
| ۱۷۶۴۶۰ | 2001 XT79    | ۱۱ دسامبر ۲۰۰۱  |
| ۱۷۶۴۶۱ | 2001 XX90    | ۱۰ دسامبر ۲۰۰۱  |
| ۱۷۶۴۶۲ | 2001 XU94    | ۱۰ دسامبر ۲۰۰۱  |
| ۱۷۶۴۶۳ | 2001 XV97    | ۱۰ دسامبر ۲۰۰۱  |
| ۱۷۶۴۶۴ | 2001 XB108   | ۱۰ دسامبر ۲۰۰۱  |
| ۱۷۶۴۶۵ | 2001 XD121   | ۱۴ دسامبر ۲۰۰۱  |
| ۱۷۶۴۶۶ | 2001 XE122   | ۱۴ دسامبر ۲۰۰۱  |
| ۱۷۶۴۶۷ | 2001 XD125   | ۱۴ دسامبر ۲۰۰۱  |
| ۱۷۶۴۶۸ | 2001 XA147   | ۱۴ دسامبر ۲۰۰۱  |
| ۱۷۶۴۶۹ | 2001 XP147   | ۱۴ دسامبر ۲۰۰۱  |
| ۱۷۶۴۷۰ | 2001 XF148   | ۱۴ دسامبر ۲۰۰۱  |
| ۱۷۶۴۷۱ | 2001 XA149   | ۱۴ دسامبر ۲۰۰۱  |
| ۱۷۶۴۷۲ | 2001 XG149   | ۱۴ دسامبر ۲۰۰۱  |
| ۱۷۶۴۷۳ | 2001 XL154   | ۱۴ دسامبر ۲۰۰۱  |
| ۱۷۶۴۷۴ | 2001 XX154   | ۱۴ دسامبر ۲۰۰۱  |
| ۱۷۶۴۷۵ | 2001 XO156   | ۱۴ دسامبر ۲۰۰۱  |
| ۱۷۶۴۷۶ | 2001 XM164   | ۱۴ دسامبر ۲۰۰۱  |
| ۱۷۶۴۷۷ | 2001 XY164   | ۱۴ دسامبر ۲۰۰۱  |
| ۱۷۶۴۷۸ | 2001 XY173   | ۱۴ دسامبر ۲۰۰۱  |
| ۱۷۶۴۷۹ | 2001 XF175   | ۱۴ دسامبر ۲۰۰۱  |
| ۱۷۶۴۸۰ | 2001 XJ181   | ۱۴ دسامبر ۲۰۰۱  |
| ۱۷۶۴۸۱ | 2001 XX200   | ۱۵ دسامبر ۲۰۰۱  |
| ۱۷۶۴۸۲ | 2001 XF204   | ۱۱ دسامبر ۲۰۰۱  |
| ۱۷۶۴۸۳ | 2001 XT207   | ۱۱ دسامبر ۲۰۰۱  |
| ۱۷۶۴۸۴ | 2001 XA209   | ۱۱ دسامبر ۲۰۰۱  |
| ۱۷۶۴۸۵ | 2001 XR211   | ۱۱ دسامبر ۲۰۰۱  |
| ۱۷۶۴۸۶ | 2001 XR225   | ۱۵ دسامبر ۲۰۰۱  |
| ۱۷۶۴۸۷ | 2001 XW229   | ۱۵ دسامبر ۲۰۰۱  |
| ۱۷۶۴۸۸ | 2001 XF230   | ۱۵ دسامبر ۲۰۰۱  |
| ۱۷۶۴۸۹ | 2001 XH231   | ۱۵ دسامبر ۲۰۰۱  |
| ۱۷۶۴۹۰ | 2001 XC232   | ۱۵ دسامبر ۲۰۰۱  |
| ۱۷۶۴۹۱ | 2001 XD234   | ۱۵ دسامبر ۲۰۰۱  |
| ۱۷۶۴۹۲ | 2001 XO235   | ۱۵ دسامبر ۲۰۰۱  |
| ۱۷۶۴۹۳ | 2001 XD237   | ۱۵ دسامبر ۲۰۰۱  |
| ۱۷۶۴۹۴ | 2001 XX237   | ۱۵ دسامبر ۲۰۰۱  |
| ۱۷۶۴۹۵ | 2001 XB251   | ۱۴ دسامبر ۲۰۰۱  |
| ۱۷۶۴۹۶ | 2001 XC251   | ۱۴ دسامبر ۲۰۰۱  |
| ۱۷۶۴۹۷ | 2001 XZ257   | ۷ دسامبر ۲۰۰۱   |
| ۱۷۶۴۹۸ | 2001 XU265   | ۱۵ دسامبر ۲۰۰۱  |
| ۱۷۶۴۹۸ | 2001 YC      | ۱۷ دسامبر ۲۰۰۱  |
| ۱۷۶۵۰۰ | 2001 YL2     | ۱۸ دسامبر ۲۰۰۱  |
| ۱۷۶۵۰۱ | 2001 YU13    | ۱۷ دسامبر ۲۰۰۱  |
| ۱۷۶۵۰۲ | 2001 YN14    | ۱۷ دسامبر ۲۰۰۱  |
| ۱۷۶۵۰۳ | 2001 YZ17    | ۱۷ دسامبر ۲۰۰۱  |
| ۱۷۶۵۰۴ | 2001 YV24    | ۱۸ دسامبر ۲۰۰۱  |
| ۱۷۶۵۰۵ | 2001 YF29    | ۱۸ دسامبر ۲۰۰۱  |
| ۱۷۶۵۰۶ | 2001 YO33    | ۱۸ دسامبر ۲۰۰۱  |
| ۱۷۶۵۰۷ | 2001 YL34    | ۱۸ دسامبر ۲۰۰۱  |
| ۱۷۶۵۰۸ | 2001 YQ46    | ۱۸ دسامبر ۲۰۰۱  |
| ۱۷۶۵۰۹ | 2001 YB49    | ۱۸ دسامبر ۲۰۰۱  |
| ۱۷۶۵۱۰ | 2001 YW50    | ۱۸ دسامبر ۲۰۰۱  |
| ۱۷۶۵۱۱ | 2001 YK59    | ۱۸ دسامبر ۲۰۰۱  |
| ۱۷۶۵۱۲ | 2001 YU59    | ۱۸ دسامبر ۲۰۰۱  |
| ۱۷۶۵۱۳ | 2001 YN63    | ۱۸ دسامبر ۲۰۰۱  |
| ۱۷۶۵۱۴ | 2001 YZ65    | ۱۸ دسامبر ۲۰۰۱  |
| ۱۷۶۵۱۵ | 2001 YM66    | ۱۸ دسامبر ۲۰۰۱  |
| ۱۷۶۵۱۶ | 2001 YC68    | ۱۸ دسامبر ۲۰۰۱  |
| ۱۷۶۵۱۷ | 2001 YY75    | ۱۸ دسامبر ۲۰۰۱  |
| ۱۷۶۵۱۸ | 2001 YD76    | ۱۸ دسامبر ۲۰۰۱  |
| ۱۷۶۵۱۹ | 2001 YY77    | ۱۸ دسامبر ۲۰۰۱  |
| ۱۷۶۵۲۰ | 2001 YF83    | ۱۸ دسامبر ۲۰۰۱  |
| ۱۷۶۵۲۱ | 2001 YP93    | ۱۷ دسامبر ۲۰۰۱  |
| ۱۷۶۵۲۲ | 2001 YQ93    | ۱۷ دسامبر ۲۰۰۱  |
| ۱۷۶۵۲۳ | 2001 YO111   | ۱۸ دسامبر ۲۰۰۱  |
| ۱۷۶۵۲۴ | 2001 YU118   | ۱۸ دسامبر ۲۰۰۱  |
| ۱۷۶۵۲۵ | 2001 YV118   | ۱۸ دسامبر ۲۰۰۱  |
| ۱۷۶۵۲۶ | 2001 YL121   | ۱۷ دسامبر ۲۰۰۱  |
| ۱۷۶۵۲۷ | 2001 YE124   | ۱۷ دسامبر ۲۰۰۱  |
| ۱۷۶۵۲۸ | 2001 YY137   | ۲۲ دسامبر ۲۰۰۱  |
| ۱۷۶۵۲۹ | 2001 YD152   | ۱۹ دسامبر ۲۰۰۱  |
| ۱۷۶۵۳۰ | 2001 YZ153   | ۱۹ دسامبر ۲۰۰۱  |
| ۱۷۶۵۳۱ | 2001 YK156   | ۲۰ دسامبر ۲۰۰۱  |
| ۱۷۶۵۳۲ | 2002 AF2     | ۵ ژانویه ۲۰۰۲   |
| ۱۷۶۵۳۳ | 2002 AP6     | ۵ ژانویه ۲۰۰۲   |
| ۱۷۶۵۳۴ | 2002 AK10    | ۴ ژانویه ۲۰۰۲   |
| ۱۷۶۵۳۵ | 2002 AA14    | ۱۲ ژانویه ۲۰۰۲  |
| ۱۷۶۵۳۶ | 2002 AA15    | ۶ ژانویه ۲۰۰۲   |
| ۱۷۶۵۳۷ | 2002 AA17    | ۵ ژانویه ۲۰۰۲   |
| ۱۷۶۵۳۸ | 2002 AM27    | ۵ ژانویه ۲۰۰۲   |
| ۱۷۶۵۳۹ | 2002 AU30    | ۹ ژانویه ۲۰۰۲   |
| ۱۷۶۵۴۰ | 2002 AD50    | ۹ ژانویه ۲۰۰۲   |
| ۱۷۶۵۴۱ | 2002 AR52    | ۹ ژانویه ۲۰۰۲   |
| ۱۷۶۵۴۲ | 2002 AE72    | ۸ ژانویه ۲۰۰۲   |
| ۱۷۶۵۴۳ | 2002 AR77    | ۸ ژانویه ۲۰۰۲   |
| ۱۷۶۵۴۴ | 2002 AK81    | ۹ ژانویه ۲۰۰۲   |
| ۱۷۶۵۴۵ | 2002 AM87    | ۹ ژانویه ۲۰۰۲   |
| ۱۷۶۵۴۶ | 2002 AC89    | ۹ ژانویه ۲۰۰۲   |
| ۱۷۶۵۴۷ | 2002 AQ90    | ۱۲ ژانویه ۲۰۰۲  |
| ۱۷۶۵۴۸ | 2002 AX103   | ۹ ژانویه ۲۰۰۲   |
| ۱۷۶۵۴۹ | 2002 AV108   | ۹ ژانویه ۲۰۰۲   |
| ۱۷۶۵۵۰ | 2002 AS110   | ۹ ژانویه ۲۰۰۲   |
| ۱۷۶۵۵۱ | 2002 AY115   | ۹ ژانویه ۲۰۰۲   |
| ۱۷۶۵۵۲ | 2002 AG125   | ۱۱ ژانویه ۲۰۰۲  |
| ۱۷۶۵۵۳ | 2002 AD126   | ۱۱ ژانویه ۲۰۰۲  |
| ۱۷۶۵۵۴ | 2002 AA131   | ۱۲ ژانویه ۲۰۰۲  |
| ۱۷۶۵۵۵ | 2002 AE132   | ۸ ژانویه ۲۰۰۲   |
| ۱۷۶۵۵۶ | 2002 AF134   | ۹ ژانویه ۲۰۰۲   |
| ۱۷۶۵۵۷ | 2002 AZ136   | ۹ ژانویه ۲۰۰۲   |
| ۱۷۶۵۵۸ | 2002 AV137   | ۹ ژانویه ۲۰۰۲   |
| ۱۷۶۵۵۹ | 2002 AP138   | ۹ ژانویه ۲۰۰۲   |
| ۱۷۶۵۶۰ | 2002 AW140   | ۱۳ ژانویه ۲۰۰۲  |
| ۱۷۶۵۶۱ | 2002 AW143   | ۱۳ ژانویه ۲۰۰۲  |
| ۱۷۶۵۶۲ | 2002 AW146   | ۱۳ ژانویه ۲۰۰۲  |
| ۱۷۶۵۶۳ | 2002 AT154   | ۱۴ ژانویه ۲۰۰۲  |
| ۱۷۶۵۶۴ | 2002 AX158   | ۱۳ ژانویه ۲۰۰۲  |
| ۱۷۶۵۶۵ | 2002 AG161   | ۱۳ ژانویه ۲۰۰۲  |
| ۱۷۶۵۶۶ | 2002 AZ180   | ۵ ژانویه ۲۰۰۲   |
| ۱۷۶۵۶۷ | 2002 AU184   | ۸ ژانویه ۲۰۰۲   |
| ۱۷۶۵۶۸ | 2002 AU188   | ۱۰ ژانویه ۲۰۰۲  |
| ۱۷۶۵۶۹ | 2002 AW190   | ۱۱ ژانویه ۲۰۰۲  |
| ۱۷۶۵۷۰ | 2002 AU208   | ۱۲ ژانویه ۲۰۰۲  |
| ۱۷۶۵۷۱ | 2002 BZ2     | ۱۸ ژانویه ۲۰۰۲  |
| ۱۷۶۵۷۲ | 2002 BN12    | ۲۰ ژانویه ۲۰۰۲  |
| ۱۷۶۵۷۳ | 2002 BC13    | ۱۸ ژانویه ۲۰۰۲  |
| ۱۷۶۵۷۴ | 2002 BU15    | ۱۹ ژانویه ۲۰۰۲  |
| ۱۷۶۵۷۵ | 2002 CS1     | ۳ فوریه ۲۰۰۲    |
| ۱۷۶۵۷۶ | 2002 CE5     | ۴ فوریه ۲۰۰۲    |
| ۱۷۶۵۷۷ | 2002 CB17    | ۶ فوریه ۲۰۰۲    |
| ۱۷۶۵۷۸ | 2002 CF32    | ۶ فوریه ۲۰۰۲    |
| ۱۷۶۵۷۹ | 2002 CX39    | ۴ فوریه ۲۰۰۲    |
| ۱۷۶۵۸۰ | 2002 CP49    | ۳ فوریه ۲۰۰۲    |
| ۱۷۶۵۸۱ | 2002 CZ63    | ۶ فوریه ۲۰۰۲    |
| ۱۷۶۵۸۲ | 2002 CP77    | ۷ فوریه ۲۰۰۲    |
| ۱۷۶۵۸۳ | 2002 CY87    | ۷ فوریه ۲۰۰۲    |
| ۱۷۶۵۸۴ | 2002 CA116   | ۱۳ فوریه ۲۰۰۲   |
| ۱۷۶۵۸۵ | 2002 CK121   | ۷ فوریه ۲۰۰۲    |
| ۱۷۶۵۸۶ | 2002 CY123   | ۷ فوریه ۲۰۰۲    |
| ۱۷۶۵۸۷ | 2002 CG134   | ۷ فوریه ۲۰۰۲    |
| ۱۷۶۵۸۸ | 2002 CY139   | ۸ فوریه ۲۰۰۲    |
| ۱۷۶۵۸۹ | 2002 CB159   | ۷ فوریه ۲۰۰۲    |
| ۱۷۶۵۹۰ | 2002 CB162   | ۸ فوریه ۲۰۰۲    |
| ۱۷۶۵۹۱ | 2002 CZ172   | ۸ فوریه ۲۰۰۲    |
| ۱۷۶۵۹۲ | 2002 CS175   | ۱۰ فوریه ۲۰۰۲   |
| ۱۷۶۵۹۳ | 2002 CB176   | ۱۰ فوریه ۲۰۰۲   |
| ۱۷۶۵۹۴ | 2002 CA182   | ۱۰ فوریه ۲۰۰۲   |
| ۱۷۶۵۹۵ | 2002 CC238   | ۱۱ فوریه ۲۰۰۲   |
| ۱۷۶۵۹۶ | 2002 CV245   | ۱۱ فوریه ۲۰۰۲   |
| ۱۷۶۵۹۷ | 2002 CO246   | ۱۵ فوریه ۲۰۰۲   |
| ۱۷۶۵۹۸ | 2002 CJ281   | ۸ فوریه ۲۰۰۲    |
| ۱۷۶۵۹۹ | 2002 CZ294   | ۱۰ فوریه ۲۰۰۲   |
| ۱۷۶۶۰۰ | 2002 CU310   | ۸ فوریه ۲۰۰۲    |
| ۱۷۶۶۰۱ | 2002 DR7     | ۱۹ فوریه ۲۰۰۲   |
| ۱۷۶۶۰۲ | 2002 DS9     | ۱۹ فوریه ۲۰۰۲   |
| ۱۷۶۶۰۳ | 2002 EZ41    | ۱۲ مارس ۲۰۰۲    |
| ۱۷۶۶۰۴ | 2002 ED48    | ۱۲ مارس ۲۰۰۲    |
| ۱۷۶۶۰۵ | 2002 EQ58    | ۱۳ مارس ۲۰۰۲    |
| ۱۷۶۶۰۶ | 2002 EE65    | ۱۳ مارس ۲۰۰۲    |
| ۱۷۶۶۰۷ | 2002 EN67    | ۱۳ مارس ۲۰۰۲    |
| ۱۷۶۶۰۸ | 2002 EQ110   | ۹ مارس ۲۰۰۲     |
| ۱۷۶۶۰۹ | 2002 FM6     | ۱۶ مارس ۲۰۰۲    |
| ۱۷۶۶۱۰ | 2002 FW18    | ۱۸ مارس ۲۰۰۲    |
| ۱۷۶۶۱۱ | 2002 FC29    | ۲۰ مارس ۲۰۰۲    |
| ۱۷۶۶۱۲ | 2002 FO30    | ۲۰ مارس ۲۰۰۲    |
| ۱۷۶۶۱۳ | 2002 GA39    | ۳ آوریل ۲۰۰۲    |
| ۱۷۶۶۱۴ | 2002 GA45    | ۴ آوریل ۲۰۰۲    |
| ۱۷۶۶۱۵ | 2002 GN57    | ۸ آوریل ۲۰۰۲    |
| ۱۷۶۶۱۶ | 2002 GS65    | ۸ آوریل ۲۰۰۲    |
| ۱۷۶۶۱۷ | 2002 GO89    | ۸ آوریل ۲۰۰۲    |
| ۱۷۶۶۱۸ | 2002 GR99    | ۱۰ آوریل ۲۰۰۲   |
| ۱۷۶۶۱۹ | 2002 GP112   | ۱۰ آوریل ۲۰۰۲   |
| ۱۷۶۶۲۰ | 2002 HJ14    | ۱۶ آوریل ۲۰۰۲   |
| ۱۷۶۶۲۱ | 2002 JP10    | ۷ مه ۲۰۰۲       |
| ۱۷۶۶۲۲ | 2002 JJ16    | ۸ مه ۲۰۰۲       |
| ۱۷۶۶۲۳ | 2002 JH19    | ۷ مه ۲۰۰۲       |
| ۱۷۶۶۲۴ | 2002 JR39    | ۱۰ مه ۲۰۰۲      |
| ۱۷۶۶۲۵ | 2002 JW70    | ۸ مه ۲۰۰۲       |
| ۱۷۶۶۲۶ | 2002 JB84    | ۱۱ مه ۲۰۰۲      |
| ۱۷۶۶۲۷ | 2002 JY104   | ۱۱ مه ۲۰۰۲      |
| ۱۷۶۶۲۸ | 2002 JP115   | ۱۵ مه ۲۰۰۲      |
| ۱۷۶۶۲۹ | 2002 JA145   | ۱۳ مه ۲۰۰۲      |
| ۱۷۶۶۳۰ | 2002 JK147   | ۹ مه ۲۰۰۲       |
| ۱۷۶۶۳۰ | 2002 KA      | ۱۶ مه ۲۰۰۲      |
| ۱۷۶۶۳۲ | 2002 LG6     | ۷ ژوئن ۲۰۰۲     |
| ۱۷۶۶۳۳ | 2002 LK12    | ۵ ژوئن ۲۰۰۲     |
| ۱۷۶۶۳۴ | 2002 LW38    | ۷ ژوئن ۲۰۰۲     |
| ۱۷۶۶۳۵ | 2002 LS40    | ۱۰ ژوئن ۲۰۰۲    |
| ۱۷۶۶۳۶ | 2002 LT42    | ۱۰ ژوئن ۲۰۰۲    |
| ۱۷۶۶۳۷ | 2002 LD43    | ۱۰ ژوئن ۲۰۰۲    |
| ۱۷۶۶۳۸ | 2002 MA2     | ۱۶ ژوئن ۲۰۰۲    |
| ۱۷۶۶۳۹ | 2002 NG1     | ۴ ژوئیه ۲۰۰۲    |
| ۱۷۶۶۴۰ | 2002 NP6     | ۱۱ ژوئیه ۲۰۰۲   |
| ۱۷۶۶۴۱ | 2002 NQ9     | ۳ ژوئیه ۲۰۰۲    |
| ۱۷۶۶۴۲ | 2002 NT10    | ۴ ژوئیه ۲۰۰۲    |
| ۱۷۶۶۴۳ | 2002 NB11    | ۴ ژوئیه ۲۰۰۲    |
| ۱۷۶۶۴۴ | 2002 ND16    | ۵ ژوئیه ۲۰۰۲    |
| ۱۷۶۶۴۵ | 2002 NE19    | ۹ ژوئیه ۲۰۰۲    |
| ۱۷۶۶۴۶ | 2002 NM19    | ۹ ژوئیه ۲۰۰۲    |
| ۱۷۶۶۴۷ | 2002 NN25    | ۹ ژوئیه ۲۰۰۲    |
| ۱۷۶۶۴۸ | 2002 NC40    | ۱۴ ژوئیه ۲۰۰۲   |
| ۱۷۶۶۴۹ | 2002 NX40    | ۱۴ ژوئیه ۲۰۰۲   |
| ۱۷۶۶۵۰ | 2002 NV45    | ۱۳ ژوئیه ۲۰۰۲   |
| ۱۷۶۶۵۱ | 2002 NP52    | ۱۴ ژوئیه ۲۰۰۲   |
| ۱۷۶۶۵۲ | 2002 NP53    | ۱۴ ژوئیه ۲۰۰۲   |
| ۱۷۶۶۵۳ | 2002 NM59    | ۱۴ ژوئیه ۲۰۰۲   |
| ۱۷۶۶۵۴ | 2002 NY59    | ۴ ژوئیه ۲۰۰۲    |
| ۱۷۶۶۵۵ | 2002 NP61    | ۶ ژوئیه ۲۰۰۲    |
| ۱۷۶۶۵۶ | 2002 NZ65    | ۹ ژوئیه ۲۰۰۲    |
| ۱۷۶۶۵۶ | 2002 ON      | ۱۷ ژوئیه ۲۰۰۲   |
| ۱۷۶۶۵۸ | 2002 OZ6     | ۲۰ ژوئیه ۲۰۰۲   |
| ۱۷۶۶۵۹ | 2002 OA9     | ۲۱ ژوئیه ۲۰۰۲   |
| ۱۷۶۶۶۰ | 2002 OC11    | ۲۲ ژوئیه ۲۰۰۲   |
| ۱۷۶۶۶۱ | 2002 OW17    | ۱۸ ژوئیه ۲۰۰۲   |
| ۱۷۶۶۶۲ | 2002 OX26    | ۲۲ ژوئیه ۲۰۰۲   |
| ۱۷۶۶۶۳ | 2002 OO27    | ۲۱ ژوئیه ۲۰۰۲   |
| ۱۷۶۶۶۴ | 2002 PM15    | ۶ اوت ۲۰۰۲      |
| ۱۷۶۶۶۵ | 2002 PG25    | ۶ اوت ۲۰۰۲      |
| ۱۷۶۶۶۶ | 2002 PJ25    | ۶ اوت ۲۰۰۲      |
| ۱۷۶۶۶۷ | 2002 PT28    | ۶ اوت ۲۰۰۲      |
| ۱۷۶۶۶۸ | 2002 PC32    | ۶ اوت ۲۰۰۲      |
| ۱۷۶۶۶۹ | 2002 PV33    | ۶ اوت ۲۰۰۲      |
| ۱۷۶۶۷۰ | 2002 PW33    | ۶ اوت ۲۰۰۲      |
| ۱۷۶۶۷۱ | 2002 PR38    | ۶ اوت ۲۰۰۲      |
| ۱۷۶۶۷۲ | 2002 PR39    | ۷ اوت ۲۰۰۲      |
| ۱۷۶۶۷۳ | 2002 PO41    | ۵ اوت ۲۰۰۲      |
| ۱۷۶۶۷۴ | 2002 PD51    | ۸ اوت ۲۰۰۲      |
| ۱۷۶۶۷۵ | 2002 PS51    | ۸ اوت ۲۰۰۲      |
| ۱۷۶۶۷۶ | 2002 PE62    | ۸ اوت ۲۰۰۲      |
| ۱۷۶۶۷۷ | 2002 PL62    | ۸ اوت ۲۰۰۲      |
| ۱۷۶۶۷۸ | 2002 PX63    | ۴ اوت ۲۰۰۲      |
| ۱۷۶۶۷۹ | 2002 PB68    | ۶ اوت ۲۰۰۲      |
| ۱۷۶۶۸۰ | 2002 PT79    | ۱۳ اوت ۲۰۰۲     |
| ۱۷۶۶۸۱ | 2002 PJ88    | ۱۲ اوت ۲۰۰۲     |
| ۱۷۶۶۸۲ | 2002 PU91    | ۱۴ اوت ۲۰۰۲     |
| ۱۷۶۶۸۳ | 2002 PV91    | ۱۴ اوت ۲۰۰۲     |
| ۱۷۶۶۸۴ | 2002 PA100   | ۱۴ اوت ۲۰۰۲     |
| ۱۷۶۶۸۵ | 2002 PV102   | ۱۲ اوت ۲۰۰۲     |
| ۱۷۶۶۸۶ | 2002 PE103   | ۱۲ اوت ۲۰۰۲     |
| ۱۷۶۶۸۷ | 2002 PY129   | ۱۵ اوت ۲۰۰۲     |
| ۱۷۶۶۸۸ | 2002 PM132   | ۱۴ اوت ۲۰۰۲     |
| ۱۷۶۶۸۹ | 2002 PY133   | ۱۴ اوت ۲۰۰۲     |
| ۱۷۶۶۹۰ | 2002 PQ136   | ۱۵ اوت ۲۰۰۲     |
| ۱۷۶۶۹۱ | 2002 PQ160   | ۸ اوت ۲۰۰۲      |
| ۱۷۶۶۹۲ | 2002 PR169   | ۸ اوت ۲۰۰۲      |
| ۱۷۶۶۹۳ | 2002 PF172   | ۱۵ اوت ۲۰۰۲     |
| ۱۷۶۶۹۴ | 2002 PY172   | ۱۱ اوت ۲۰۰۲     |
| ۱۷۶۶۹۵ | 2002 QR11    | ۲۶ اوت ۲۰۰۲     |
| ۱۷۶۶۹۶ | 2002 QJ15    | ۱۶ اوت ۲۰۰۲     |
| ۱۷۶۶۹۷ | 2002 QE20    | ۲۸ اوت ۲۰۰۲     |
| ۱۷۶۶۹۸ | 2002 QG21    | ۲۸ اوت ۲۰۰۲     |
| ۱۷۶۶۹۹ | 2002 QE22    | ۲۷ اوت ۲۰۰۲     |
| ۱۷۶۷۰۰ | 2002 QW22    | ۲۷ اوت ۲۰۰۲     |
| ۱۷۶۷۰۱ | 2002 QQ25    | ۲۹ اوت ۲۰۰۲     |
| ۱۷۶۷۰۲ | 2002 QY27    | ۲۸ اوت ۲۰۰۲     |
| ۱۷۶۷۰۳ | 2002 QK30    | ۲۹ اوت ۲۰۰۲     |
| ۱۷۶۷۰۴ | 2002 QC33    | ۲۹ اوت ۲۰۰۲     |
| ۱۷۶۷۰۵ | 2002 QC37    | ۳۰ اوت ۲۰۰۲     |
| ۱۷۶۷۰۶ | 2002 QD44    | ۳۰ اوت ۲۰۰۲     |
| ۱۷۶۷۰۷ | 2002 QZ51    | ۱۸ اوت ۲۰۰۲     |
| ۱۷۶۷۰۸ | 2002 QY53    | ۲۹ اوت ۲۰۰۲     |
| ۱۷۶۷۰۹ | 2002 QJ56    | ۲۹ اوت ۲۰۰۲     |
| ۱۷۶۷۱۰ | Banff        | ۱۷ اوت ۲۰۰۲     |
| ۱۷۶۷۱۱ | Canmore      | ۱۷ اوت ۲۰۰۲     |
| ۱۷۶۷۱۲ | 2002 QB66    | ۱۹ اوت ۲۰۰۲     |
| ۱۷۶۷۱۳ | 2002 QO66    | ۲۰ اوت ۲۰۰۲     |
| ۱۷۶۷۱۴ | 2002 QH67    | ۱۸ اوت ۲۰۰۲     |
| ۱۷۶۷۱۵ | 2002 QJ67    | ۲۹ اوت ۲۰۰۲     |
| ۱۷۶۷۱۶ | 2002 QO75    | ۲۸ اوت ۲۰۰۲     |
| ۱۷۶۷۱۷ | 2002 QG80    | ۱۷ اوت ۲۰۰۲     |
| ۱۷۶۷۱۸ | 2002 QY83    | ۱۹ اوت ۲۰۰۲     |
| ۱۷۶۷۱۹ | 2002 QR84    | ۲۷ اوت ۲۰۰۲     |
| ۱۷۶۷۲۰ | 2002 QN85    | ۱۷ اوت ۲۰۰۲     |
| ۱۷۶۷۲۱ | 2002 QZ89    | ۱۹ اوت ۲۰۰۲     |
| ۱۷۶۷۲۲ | 2002 QO94    | ۲۷ اوت ۲۰۰۲     |
| ۱۷۶۷۲۳ | 2002 QL96    | ۱۶ اوت ۲۰۰۲     |
| ۱۷۶۷۲۴ | 2002 RH2     | ۴ سپتامبر ۲۰۰۲  |
| ۱۷۶۷۲۵ | 2002 RS20    | ۴ سپتامبر ۲۰۰۲  |
| ۱۷۶۷۲۶ | 2002 RG26    | ۳ سپتامبر ۲۰۰۲  |
| ۱۷۶۷۲۷ | 2002 RB35    | ۴ سپتامبر ۲۰۰۲  |
| ۱۷۶۷۲۸ | 2002 RJ42    | ۵ سپتامبر ۲۰۰۲  |
| ۱۷۶۷۲۹ | 2002 RG43    | ۵ سپتامبر ۲۰۰۲  |
| ۱۷۶۷۳۰ | 2002 RQ44    | ۵ سپتامبر ۲۰۰۲  |
| ۱۷۶۷۳۱ | 2002 RZ48    | ۵ سپتامبر ۲۰۰۲  |
| ۱۷۶۷۳۲ | 2002 RP49    | ۵ سپتامبر ۲۰۰۲  |
| ۱۷۶۷۳۳ | 2002 RC51    | ۵ سپتامبر ۲۰۰۲  |
| ۱۷۶۷۳۴ | 2002 RB52    | ۵ سپتامبر ۲۰۰۲  |
| ۱۷۶۷۳۵ | 2002 RS54    | ۵ سپتامبر ۲۰۰۲  |
| ۱۷۶۷۳۶ | 2002 RO56    | ۵ سپتامبر ۲۰۰۲  |
| ۱۷۶۷۳۷ | 2002 RO61    | ۵ سپتامبر ۲۰۰۲  |
| ۱۷۶۷۳۸ | 2002 RU70    | ۴ سپتامبر ۲۰۰۲  |
| ۱۷۶۷۳۹ | 2002 RW73    | ۵ سپتامبر ۲۰۰۲  |
| ۱۷۶۷۴۰ | 2002 RL74    | ۵ سپتامبر ۲۰۰۲  |
| ۱۷۶۷۴۱ | 2002 RX74    | ۵ سپتامبر ۲۰۰۲  |
| ۱۷۶۷۴۲ | 2002 RG81    | ۵ سپتامبر ۲۰۰۲  |
| ۱۷۶۷۴۳ | 2002 RV83    | ۵ سپتامبر ۲۰۰۲  |
| ۱۷۶۷۴۴ | 2002 RJ84    | ۵ سپتامبر ۲۰۰۲  |
| ۱۷۶۷۴۵ | 2002 RN94    | ۵ سپتامبر ۲۰۰۲  |
| ۱۷۶۷۴۶ | 2002 RZ95    | ۵ سپتامبر ۲۰۰۲  |
| ۱۷۶۷۴۷ | 2002 RO100   | ۵ سپتامبر ۲۰۰۲  |
| ۱۷۶۷۴۸ | 2002 RL103   | ۵ سپتامبر ۲۰۰۲  |
| ۱۷۶۷۴۹ | 2002 RG113   | ۵ سپتامبر ۲۰۰۲  |
| ۱۷۶۷۵۰ | 2002 RF114   | ۵ سپتامبر ۲۰۰۲  |
| ۱۷۶۷۵۱ | 2002 RS114   | ۵ سپتامبر ۲۰۰۲  |
| ۱۷۶۷۵۲ | 2002 RX115   | ۶ سپتامبر ۲۰۰۲  |
| ۱۷۶۷۵۳ | 2002 RB132   | ۱۱ سپتامبر ۲۰۰۲ |
| ۱۷۶۷۵۴ | 2002 RK134   | ۱۰ سپتامبر ۲۰۰۲ |
| ۱۷۶۷۵۵ | 2002 RB139   | ۱۰ سپتامبر ۲۰۰۲ |
| ۱۷۶۷۵۶ | 2002 RQ139   | ۱۰ سپتامبر ۲۰۰۲ |
| ۱۷۶۷۵۷ | 2002 RG140   | ۱۱ سپتامبر ۲۰۰۲ |
| ۱۷۶۷۵۸ | 2002 RF141   | ۱۰ سپتامبر ۲۰۰۲ |
| ۱۷۶۷۵۹ | 2002 RR141   | ۱۰ سپتامبر ۲۰۰۲ |
| ۱۷۶۷۶۰ | 2002 RX148   | ۱۱ سپتامبر ۲۰۰۲ |
| ۱۷۶۷۶۱ | 2002 RO153   | ۱۲ سپتامبر ۲۰۰۲ |
| ۱۷۶۷۶۲ | 2002 RM160   | ۱۲ سپتامبر ۲۰۰۲ |
| ۱۷۶۷۶۳ | 2002 RM181   | ۱۳ سپتامبر ۲۰۰۲ |
| ۱۷۶۷۶۴ | 2002 RO187   | ۱۱ سپتامبر ۲۰۰۲ |
| ۱۷۶۷۶۵ | 2002 RL189   | ۱۴ سپتامبر ۲۰۰۲ |
| ۱۷۶۷۶۶ | 2002 RA190   | ۱۴ سپتامبر ۲۰۰۲ |
| ۱۷۶۷۶۷ | 2002 RN190   | ۱۴ سپتامبر ۲۰۰۲ |
| ۱۷۶۷۶۸ | 2002 RX190   | ۱۳ سپتامبر ۲۰۰۲ |
| ۱۷۶۷۶۹ | 2002 RS196   | ۱۲ سپتامبر ۲۰۰۲ |
| ۱۷۶۷۷۰ | 2002 RJ199   | ۱۳ سپتامبر ۲۰۰۲ |
| ۱۷۶۷۷۱ | 2002 RS203   | ۱۴ سپتامبر ۲۰۰۲ |
| ۱۷۶۷۷۲ | 2002 RD205   | ۱۴ سپتامبر ۲۰۰۲ |
| ۱۷۶۷۷۳ | 2002 RY205   | ۱۴ سپتامبر ۲۰۰۲ |
| ۱۷۶۷۷۴ | 2002 RG225   | ۱۳ سپتامبر ۲۰۰۲ |
| ۱۷۶۷۷۵ | 2002 RG228   | ۱۴ سپتامبر ۲۰۰۲ |
| ۱۷۶۷۷۶ | 2002 RV229   | ۱۴ سپتامبر ۲۰۰۲ |
| ۱۷۶۷۷۷ | 2002 RA236   | ۱۴ سپتامبر ۲۰۰۲ |
| ۱۷۶۷۷۸ | 2002 RF242   | ۱۴ سپتامبر ۲۰۰۲ |
| ۱۷۶۷۷۹ | 2002 RU246   | ۴ سپتامبر ۲۰۰۲  |
| ۱۷۶۷۸۰ | 2002 RE247   | ۱۵ سپتامبر ۲۰۰۲ |
| ۱۷۶۷۸۱ | 2002 RK266   | ۴ سپتامبر ۲۰۰۲  |
| ۱۷۶۷۸۲ | 2002 RG272   | ۴ سپتامبر ۲۰۰۲  |
| ۱۷۶۷۸۳ | 2002 SP1     | ۲۶ سپتامبر ۲۰۰۲ |
| ۱۷۶۷۸۴ | 2002 SN8     | ۲۷ سپتامبر ۲۰۰۲ |
| ۱۷۶۷۸۵ | 2002 SR10    | ۲۷ سپتامبر ۲۰۰۲ |
| ۱۷۶۷۸۶ | 2002 SZ14    | ۲۷ سپتامبر ۲۰۰۲ |
| ۱۷۶۷۸۷ | 2002 SJ16    | ۲۷ سپتامبر ۲۰۰۲ |
| ۱۷۶۷۸۸ | 2002 SF19    | ۲۷ سپتامبر ۲۰۰۲ |
| ۱۷۶۷۸۹ | 2002 SO22    | ۲۶ سپتامبر ۲۰۰۲ |
| ۱۷۶۷۹۰ | 2002 SA34    | ۲۹ سپتامبر ۲۰۰۲ |
| ۱۷۶۷۹۱ | 2002 SU35    | ۲۹ سپتامبر ۲۰۰۲ |
| ۱۷۶۷۹۲ | 2002 SA41    | ۳۰ سپتامبر ۲۰۰۲ |
| ۱۷۶۷۹۳ | 2002 SL43    | ۲۸ سپتامبر ۲۰۰۲ |
| ۱۷۶۷۹۴ | 2002 SH46    | ۲۹ سپتامبر ۲۰۰۲ |
| ۱۷۶۷۹۵ | 2002 SU49    | ۳۰ سپتامبر ۲۰۰۲ |
| ۱۷۶۷۹۶ | 2002 SL58    | ۳۰ سپتامبر ۲۰۰۲ |
| ۱۷۶۷۹۷ | 2002 TY2     | ۱ اکتبر ۲۰۰۲    |
| ۱۷۶۷۹۸ | 2002 TF3     | ۱ اکتبر ۲۰۰۲    |
| ۱۷۶۷۹۹ | 2002 TY5     | ۱ اکتبر ۲۰۰۲    |
| ۱۷۶۸۰۰ | 2002 TB6     | ۱ اکتبر ۲۰۰۲    |
| ۱۷۶۸۰۱ | 2002 TQ9     | ۱ اکتبر ۲۰۰۲    |
| ۱۷۶۸۰۲ | 2002 TS9     | ۱ اکتبر ۲۰۰۲    |
| ۱۷۶۸۰۳ | 2002 TO10    | ۲ اکتبر ۲۰۰۲    |
| ۱۷۶۸۰۴ | 2002 TK21    | ۲ اکتبر ۲۰۰۲    |
| ۱۷۶۸۰۵ | 2002 TJ26    | ۲ اکتبر ۲۰۰۲    |
| ۱۷۶۸۰۶ | 2002 TR26    | ۲ اکتبر ۲۰۰۲    |
| ۱۷۶۸۰۷ | 2002 TW26    | ۲ اکتبر ۲۰۰۲    |
| ۱۷۶۸۰۸ | 2002 TD31    | ۲ اکتبر ۲۰۰۲    |
| ۱۷۶۸۰۹ | 2002 TD32    | ۲ اکتبر ۲۰۰۲    |
| ۱۷۶۸۱۰ | 2002 TD47    | ۲ اکتبر ۲۰۰۲    |
| ۱۷۶۸۱۱ | 2002 TW54    | ۲ اکتبر ۲۰۰۲    |
| ۱۷۶۸۱۲ | 2002 TG55    | ۲ اکتبر ۲۰۰۲    |
| ۱۷۶۸۱۳ | 2002 TZ64    | ۵ اکتبر ۲۰۰۲    |
| ۱۷۶۸۱۴ | 2002 TD74    | ۳ اکتبر ۲۰۰۲    |
| ۱۷۶۸۱۵ | 2002 TF75    | ۱ اکتبر ۲۰۰۲    |
| ۱۷۶۸۱۶ | 2002 TT82    | ۲ اکتبر ۲۰۰۲    |
| ۱۷۶۸۱۷ | 2002 TH95    | ۳ اکتبر ۲۰۰۲    |
| ۱۷۶۸۱۸ | 2002 TY96    | ۱ اکتبر ۲۰۰۲    |
| ۱۷۶۸۱۹ | 2002 TF100   | ۴ اکتبر ۲۰۰۲    |
| ۱۷۶۸۲۰ | 2002 TO100   | ۴ اکتبر ۲۰۰۲    |
| ۱۷۶۸۲۱ | 2002 TW102   | ۴ اکتبر ۲۰۰۲    |
| ۱۷۶۸۲۲ | 2002 TU103   | ۴ اکتبر ۲۰۰۲    |
| ۱۷۶۸۲۳ | 2002 TD108   | ۱ اکتبر ۲۰۰۲    |
| ۱۷۶۸۲۴ | 2002 TH109   | ۲ اکتبر ۲۰۰۲    |
| ۱۷۶۸۲۵ | 2002 TK111   | ۳ اکتبر ۲۰۰۲    |
| ۱۷۶۸۲۶ | 2002 TF132   | ۴ اکتبر ۲۰۰۲    |
| ۱۷۶۸۲۷ | 2002 TZ154   | ۵ اکتبر ۲۰۰۲    |
| ۱۷۶۸۲۸ | 2002 TY162   | ۵ اکتبر ۲۰۰۲    |
| ۱۷۶۸۲۹ | 2002 TH166   | ۳ اکتبر ۲۰۰۲    |
| ۱۷۶۸۳۰ | 2002 TS169   | ۳ اکتبر ۲۰۰۲    |
| ۱۷۶۸۳۱ | 2002 TZ173   | ۴ اکتبر ۲۰۰۲    |
| ۱۷۶۸۳۲ | 2002 TA176   | ۴ اکتبر ۲۰۰۲    |
| ۱۷۶۸۳۳ | 2002 TQ184   | ۴ اکتبر ۲۰۰۲    |
| ۱۷۶۸۳۴ | 2002 TP187   | ۴ اکتبر ۲۰۰۲    |
| ۱۷۶۸۳۵ | 2002 TF189   | ۵ اکتبر ۲۰۰۲    |
| ۱۷۶۸۳۶ | 2002 TT197   | ۴ اکتبر ۲۰۰۲    |
| ۱۷۶۸۳۷ | 2002 TD207   | ۴ اکتبر ۲۰۰۲    |
| ۱۷۶۸۳۸ | 2002 TJ207   | ۴ اکتبر ۲۰۰۲    |
| ۱۷۶۸۳۹ | 2002 TG208   | ۴ اکتبر ۲۰۰۲    |
| ۱۷۶۸۴۰ | 2002 TA210   | ۷ اکتبر ۲۰۰۲    |
| ۱۷۶۸۴۱ | 2002 TQ214   | ۴ اکتبر ۲۰۰۲    |
| ۱۷۶۸۴۲ | 2002 TA216   | ۵ اکتبر ۲۰۰۲    |
| ۱۷۶۸۴۳ | 2002 TP219   | ۵ اکتبر ۲۰۰۲    |
| ۱۷۶۸۴۴ | 2002 TU220   | ۶ اکتبر ۲۰۰۲    |
| ۱۷۶۸۴۵ | 2002 TL227   | ۸ اکتبر ۲۰۰۲    |
| ۱۷۶۸۴۶ | 2002 TV227   | ۸ اکتبر ۲۰۰۲    |
| ۱۷۶۸۴۷ | 2002 TE229   | ۷ اکتبر ۲۰۰۲    |
| ۱۷۶۸۴۸ | 2002 TG229   | ۷ اکتبر ۲۰۰۲    |
| ۱۷۶۸۴۹ | 2002 TK230   | ۶ اکتبر ۲۰۰۲    |
| ۱۷۶۸۵۰ | 2002 TM233   | ۶ اکتبر ۲۰۰۲    |
| ۱۷۶۸۵۱ | 2002 TA234   | ۶ اکتبر ۲۰۰۲    |
| ۱۷۶۸۵۲ | 2002 TQ239   | ۹ اکتبر ۲۰۰۲    |
| ۱۷۶۸۵۳ | 2002 TS246   | ۹ اکتبر ۲۰۰۲    |
| ۱۷۶۸۵۴ | 2002 TF250   | ۷ اکتبر ۲۰۰۲    |
| ۱۷۶۸۵۵ | 2002 TC258   | ۹ اکتبر ۲۰۰۲    |
| ۱۷۶۸۵۶ | 2002 TY261   | ۱۰ اکتبر ۲۰۰۲   |
| ۱۷۶۸۵۷ | 2002 TZ264   | ۱۰ اکتبر ۲۰۰۲   |
| ۱۷۶۸۵۸ | 2002 TW265   | ۱۰ اکتبر ۲۰۰۲   |
| ۱۷۶۸۵۹ | 2002 TQ269   | ۹ اکتبر ۲۰۰۲    |
| ۱۷۶۸۶۰ | 2002 TS274   | ۹ اکتبر ۲۰۰۲    |
| ۱۷۶۸۶۱ | 2002 TX280   | ۱۰ اکتبر ۲۰۰۲   |
| ۱۷۶۸۶۲ | 2002 TU286   | ۱۰ اکتبر ۲۰۰۲   |
| ۱۷۶۸۶۳ | 2002 TL295   | ۱۳ اکتبر ۲۰۰۲   |
| ۱۷۶۸۶۴ | 2002 TR295   | ۱۳ اکتبر ۲۰۰۲   |
| ۱۷۶۸۶۵ | 2002 TB296   | ۱۳ اکتبر ۲۰۰۲   |
| ۱۷۶۸۶۶ | 2002 TO316   | ۴ اکتبر ۲۰۰۲    |
| ۱۷۶۸۶۷ | 2002 TA321   | ۵ اکتبر ۲۰۰۲    |
| ۱۷۶۸۶۸ | 2002 TF374   | ۱۵ اکتبر ۲۰۰۲   |
| ۱۷۶۸۶۸ | 2002 UH      | ۱۸ اکتبر ۲۰۰۲   |
| ۱۷۶۸۷۰ | 2002 UB1     | ۲۷ اکتبر ۲۰۰۲   |
| ۱۷۶۸۷۱ | 2002 UP3     | ۲۹ اکتبر ۲۰۰۲   |
| ۱۷۶۸۷۲ | 2002 US7     | ۲۸ اکتبر ۲۰۰۲   |
| ۱۷۶۸۷۳ | 2002 UP22    | ۳۰ اکتبر ۲۰۰۲   |
| ۱۷۶۸۷۴ | 2002 UB23    | ۳۰ اکتبر ۲۰۰۲   |
| ۱۷۶۸۷۵ | 2002 UC23    | ۳۰ اکتبر ۲۰۰۲   |
| ۱۷۶۸۷۶ | 2002 UU31    | ۳۰ اکتبر ۲۰۰۲   |
| ۱۷۶۸۷۷ | 2002 UQ37    | ۳۱ اکتبر ۲۰۰۲   |
| ۱۷۶۸۷۸ | 2002 UL39    | ۳۱ اکتبر ۲۰۰۲   |
| ۱۷۶۸۷۹ | 2002 UR40    | ۳۱ اکتبر ۲۰۰۲   |
| ۱۷۶۸۸۰ | 2002 UB41    | ۳۱ اکتبر ۲۰۰۲   |
| ۱۷۶۸۸۱ | 2002 UT44    | ۳۰ اکتبر ۲۰۰۲   |
| ۱۷۶۸۸۲ | 2002 UC49    | ۳۱ اکتبر ۲۰۰۲   |
| ۱۷۶۸۸۳ | 2002 UF50    | ۳۱ اکتبر ۲۰۰۲   |
| ۱۷۶۸۸۴ | 2002 UZ58    | ۲۹ اکتبر ۲۰۰۲   |
| ۱۷۶۸۸۵ | 2002 UV72    | ۱۶ اکتبر ۲۰۰۲   |
| ۱۷۶۸۸۵ | 2002 VG      | ۱ نوامبر ۲۰۰۲   |
| ۱۷۶۸۸۵ | 2002 VL      | ۱ نوامبر ۲۰۰۲   |
| ۱۷۶۸۸۸ | 2002 VP6     | ۵ نوامبر ۲۰۰۲   |
| ۱۷۶۸۸۹ | 2002 VO9     | ۱ نوامبر ۲۰۰۲   |
| ۱۷۶۸۹۰ | 2002 VJ21    | ۵ نوامبر ۲۰۰۲   |
| ۱۷۶۸۹۱ | 2002 VR31    | ۵ نوامبر ۲۰۰۲   |
| ۱۷۶۸۹۲ | 2002 VA32    | ۵ نوامبر ۲۰۰۲   |
| ۱۷۶۸۹۳ | 2002 VT37    | ۵ نوامبر ۲۰۰۲   |
| ۱۷۶۸۹۴ | 2002 VA41    | ۱ نوامبر ۲۰۰۲   |
| ۱۷۶۸۹۵ | 2002 VJ43    | ۴ نوامبر ۲۰۰۲   |
| ۱۷۶۸۹۶ | 2002 VO44    | ۴ نوامبر ۲۰۰۲   |
| ۱۷۶۸۹۷ | 2002 VP50    | ۶ نوامبر ۲۰۰۲   |
| ۱۷۶۸۹۸ | 2002 VO51    | ۶ نوامبر ۲۰۰۲   |
| ۱۷۶۸۹۹ | 2002 VN53    | ۶ نوامبر ۲۰۰۲   |
| ۱۷۶۹۰۰ | 2002 VN57    | ۶ نوامبر ۲۰۰۲   |
| ۱۷۶۹۰۱ | 2002 VQ61    | ۵ نوامبر ۲۰۰۲   |
| ۱۷۶۹۰۲ | 2002 VA65    | ۷ نوامبر ۲۰۰۲   |
| ۱۷۶۹۰۳ | 2002 VR66    | ۶ نوامبر ۲۰۰۲   |
| ۱۷۶۹۰۴ | 2002 VQ67    | ۷ نوامبر ۲۰۰۲   |
| ۱۷۶۹۰۵ | 2002 VD68    | ۷ نوامبر ۲۰۰۲   |
| ۱۷۶۹۰۶ | 2002 VA71    | ۷ نوامبر ۲۰۰۲   |
| ۱۷۶۹۰۷ | 2002 VL71    | ۷ نوامبر ۲۰۰۲   |
| ۱۷۶۹۰۸ | 2002 VJ77    | ۷ نوامبر ۲۰۰۲   |
| ۱۷۶۹۰۹ | 2002 VN78    | ۷ نوامبر ۲۰۰۲   |
| ۱۷۶۹۱۰ | 2002 VR78    | ۷ نوامبر ۲۰۰۲   |
| ۱۷۶۹۱۱ | 2002 VS80    | ۷ نوامبر ۲۰۰۲   |
| ۱۷۶۹۱۲ | 2002 VB83    | ۷ نوامبر ۲۰۰۲   |
| ۱۷۶۹۱۳ | 2002 VJ83    | ۷ نوامبر ۲۰۰۲   |
| ۱۷۶۹۱۴ | 2002 VN83    | ۷ نوامبر ۲۰۰۲   |
| ۱۷۶۹۱۵ | 2002 VW83    | ۷ نوامبر ۲۰۰۲   |
| ۱۷۶۹۱۶ | 2002 VU87    | ۸ نوامبر ۲۰۰۲   |
| ۱۷۶۹۱۷ | 2002 VP88    | ۱۱ نوامبر ۲۰۰۲  |
| ۱۷۶۹۱۸ | 2002 VJ93    | ۱۱ نوامبر ۲۰۰۲  |
| ۱۷۶۹۱۹ | 2002 VD105   | ۱۲ نوامبر ۲۰۰۲  |
| ۱۷۶۹۲۰ | 2002 VE106   | ۱۲ نوامبر ۲۰۰۲  |
| ۱۷۶۹۲۱ | 2002 VE107   | ۱۲ نوامبر ۲۰۰۲  |
| ۱۷۶۹۲۲ | 2002 VS108   | ۱۲ نوامبر ۲۰۰۲  |
| ۱۷۶۹۲۳ | 2002 VT109   | ۱۲ نوامبر ۲۰۰۲  |
| ۱۷۶۹۲۴ | 2002 VG113   | ۱۳ نوامبر ۲۰۰۲  |
| ۱۷۶۹۲۵ | 2002 VS118   | ۱۲ نوامبر ۲۰۰۲  |
| ۱۷۶۹۲۶ | 2002 VA119   | ۱۲ نوامبر ۲۰۰۲  |
| ۱۷۶۹۲۷ | 2002 VS119   | ۱۲ نوامبر ۲۰۰۲  |
| ۱۷۶۹۲۸ | 2002 VK121   | ۱۲ نوامبر ۲۰۰۲  |
| ۱۷۶۹۲۹ | 2002 VW121   | ۱۳ نوامبر ۲۰۰۲  |
| ۱۷۶۹۳۰ | 2002 VL129   | ۵ نوامبر ۲۰۰۲   |
| ۱۷۶۹۳۱ | 2002 VM136   | ۱۲ نوامبر ۲۰۰۲  |
| ۱۷۶۹۳۲ | 2002 VC139   | ۱۳ نوامبر ۲۰۰۲  |
| ۱۷۶۹۳۳ | 2002 WR1     | ۲۳ نوامبر ۲۰۰۲  |
| ۱۷۶۹۳۴ | 2002 WW3     | ۲۴ نوامبر ۲۰۰۲  |
| ۱۷۶۹۳۵ | 2002 WP5     | ۲۳ نوامبر ۲۰۰۲  |
| ۱۷۶۹۳۶ | 2002 WA9     | ۲۴ نوامبر ۲۰۰۲  |
| ۱۷۶۹۳۷ | 2002 WF9     | ۲۴ نوامبر ۲۰۰۲  |
| ۱۷۶۹۳۸ | 2002 WD12    | ۲۷ نوامبر ۲۰۰۲  |
| ۱۷۶۹۳۹ | 2002 WH14    | ۲۸ نوامبر ۲۰۰۲  |
| ۱۷۶۹۴۰ | 2002 WY14    | ۲۸ نوامبر ۲۰۰۲  |
| ۱۷۶۹۴۱ | 2002 WF18    | ۳۰ نوامبر ۲۰۰۲  |
| ۱۷۶۹۴۲ | 2002 WZ19    | ۲۴ نوامبر ۲۰۰۲  |
| ۱۷۶۹۴۳ | 2002 WQ21    | ۲۴ نوامبر ۲۰۰۲  |
| ۱۷۶۹۴۴ | 2002 WW21    | ۲۳ نوامبر ۲۰۰۲  |
| ۱۷۶۹۴۵ | 2002 XL2     | ۱ دسامبر ۲۰۰۲   |
| ۱۷۶۹۴۶ | 2002 XJ8     | ۲ دسامبر ۲۰۰۲   |
| ۱۷۶۹۴۷ | 2002 XR8     | ۲ دسامبر ۲۰۰۲   |
| ۱۷۶۹۴۸ | 2002 XM12    | ۳ دسامبر ۲۰۰۲   |
| ۱۷۶۹۴۹ | 2002 XA18    | ۵ دسامبر ۲۰۰۲   |
| ۱۷۶۹۵۰ | 2002 XN21    | ۲ دسامبر ۲۰۰۲   |
| ۱۷۶۹۵۱ | 2002 XU21    | ۲ دسامبر ۲۰۰۲   |
| ۱۷۶۹۵۲ | 2002 XP28    | ۵ دسامبر ۲۰۰۲   |
| ۱۷۶۹۵۳ | 2002 XG33    | ۶ دسامبر ۲۰۰۲   |
| ۱۷۶۹۵۴ | 2002 XK34    | ۵ دسامبر ۲۰۰۲   |
| ۱۷۶۹۵۵ | 2002 XR34    | ۶ دسامبر ۲۰۰۲   |
| ۱۷۶۹۵۶ | 2002 XZ34    | ۶ دسامبر ۲۰۰۲   |
| ۱۷۶۹۵۷ | 2002 XL38    | ۶ دسامبر ۲۰۰۲   |
| ۱۷۶۹۵۸ | 2002 XY41    | ۶ دسامبر ۲۰۰۲   |
| ۱۷۶۹۵۹ | 2002 XE44    | ۶ دسامبر ۲۰۰۲   |
| ۱۷۶۹۶۰ | 2002 XA45    | ۸ دسامبر ۲۰۰۲   |
| ۱۷۶۹۶۱ | 2002 XZ47    | ۱۰ دسامبر ۲۰۰۲  |
| ۱۷۶۹۶۲ | 2002 XY48    | ۱۰ دسامبر ۲۰۰۲  |
| ۱۷۶۹۶۳ | 2002 XG53    | ۱۰ دسامبر ۲۰۰۲  |
| ۱۷۶۹۶۴ | 2002 XS53    | ۱۰ دسامبر ۲۰۰۲  |
| ۱۷۶۹۶۵ | 2002 XN54    | ۱۰ دسامبر ۲۰۰۲  |
| ۱۷۶۹۶۶ | 2002 XA55    | ۱۰ دسامبر ۲۰۰۲  |
| ۱۷۶۹۶۷ | 2002 XB56    | ۸ دسامبر ۲۰۰۲   |
| ۱۷۶۹۶۸ | 2002 XO56    | ۱۰ دسامبر ۲۰۰۲  |
| ۱۷۶۹۶۹ | 2002 XS56    | ۱۰ دسامبر ۲۰۰۲  |
| ۱۷۶۹۷۰ | 2002 XK57    | ۱۰ دسامبر ۲۰۰۲  |
| ۱۷۶۹۷۱ | 2002 XW61    | ۱۱ دسامبر ۲۰۰۲  |
| ۱۷۶۹۷۲ | 2002 XC62    | ۱۱ دسامبر ۲۰۰۲  |
| ۱۷۶۹۷۳ | 2002 XH63    | ۱۱ دسامبر ۲۰۰۲  |
| ۱۷۶۹۷۴ | 2002 XY63    | ۱۱ دسامبر ۲۰۰۲  |
| ۱۷۶۹۷۵ | 2002 XD70    | ۱۰ دسامبر ۲۰۰۲  |
| ۱۷۶۹۷۶ | 2002 XX71    | ۱۱ دسامبر ۲۰۰۲  |
| ۱۷۶۹۷۷ | 2002 XH88    | ۱۲ دسامبر ۲۰۰۲  |
| ۱۷۶۹۷۸ | 2002 XK89    | ۱۵ دسامبر ۲۰۰۲  |
| ۱۷۶۹۷۹ | 2002 XR101   | ۵ دسامبر ۲۰۰۲   |
| ۱۷۶۹۸۰ | 2002 XE102   | ۵ دسامبر ۲۰۰۲   |
| ۱۷۶۹۸۱ | 2002 XJ116   | ۱۱ دسامبر ۲۰۰۲  |
| ۱۷۶۹۸۲ | 2002 YK4     | ۲۹ دسامبر ۲۰۰۲  |
| ۱۷۶۹۸۳ | 2002 YS10    | ۳۱ دسامبر ۲۰۰۲  |
| ۱۷۶۹۸۴ | 2002 YC19    | ۳۱ دسامبر ۲۰۰۲  |
| ۱۷۶۹۸۵ | 2002 YV19    | ۳۱ دسامبر ۲۰۰۲  |
| ۱۷۶۹۸۶ | 2002 YP23    | ۳۱ دسامبر ۲۰۰۲  |
| ۱۷۶۹۸۷ | 2002 YQ27    | ۳۱ دسامبر ۲۰۰۲  |
| ۱۷۶۹۸۸ | 2002 YR29    | ۳۱ دسامبر ۲۰۰۲  |
| ۱۷۶۹۸۹ | 2003 AY4     | ۱ ژانویه ۲۰۰۳   |
| ۱۷۶۹۹۰ | 2003 AD9     | ۴ ژانویه ۲۰۰۳   |
| ۱۷۶۹۹۱ | 2003 AY9     | ۱ ژانویه ۲۰۰۳   |
| ۱۷۶۹۹۲ | 2003 AC13    | ۱ ژانویه ۲۰۰۳   |
| ۱۷۶۹۹۳ | 2003 AE13    | ۱ ژانویه ۲۰۰۳   |
| ۱۷۶۹۹۴ | 2003 AK15    | ۴ ژانویه ۲۰۰۳   |
| ۱۷۶۹۹۵ | 2003 AZ15    | ۴ ژانویه ۲۰۰۳   |
| ۱۷۶۹۹۶ | 2003 AW16    | ۵ ژانویه ۲۰۰۳   |
| ۱۷۶۹۹۷ | 2003 AK30    | ۴ ژانویه ۲۰۰۳   |
| ۱۷۶۹۹۸ | 2003 AW30    | ۴ ژانویه ۲۰۰۳   |
| ۱۷۶۹۹۹ | 2003 AG36    | ۷ ژانویه ۲۰۰۳   |
| ۱۷۷۰۰۰ | 2003 AW39    | ۷ ژانویه ۲۰۰۳   |